# Melodifestivalen (2019)
A 2019-es Melodifestivalen egy hatrészes svéd zenei verseny volt, melynek keretén belül a nézők és a nemzetközi, szakmai zsűri kiválasztotta, hogy ki képviselje Svédországot a 2019-es Eurovíziós Dalfesztiválon, Tel-Avivban. A 2019-es Melodifestivalen volt az ötvennyolcadik svéd nemzeti döntő.
Az élő műsorsorozatban ezúttal is huszonnyolc dal versenyzett az Eurovíziós Dalfesztiválra való kijutásért. A sorozat ismét háromfordulós volt; hat élő adásból állt a következők szerint: négy elődöntő, egy második esély forduló és a döntő. Elődöntőnként hét-hét előadó lépett fel. Az elődöntők első két helyezettjei a döntőbe, a harmadik és negyedik helyezettek a második esély fordulóba jutottak tovább. A második esély fordulóban az egyes párbajok győztesei csatlakoztak a döntős mezőnyhöz. Az elődöntőkben és a második esély fordulóban csak a nézői applikációs, illetve telefonos szavazatok alapján kerültek ki a továbbjutók. A döntőben a nézők és a nemzetközi, szakmai zsűrik szavazatai alakították ki a végeredményt.
A verseny győztese John Lundvik lett, aki Too Late for Love című dalával képviselte az országot Tel-Avivban.

## A helyszínek

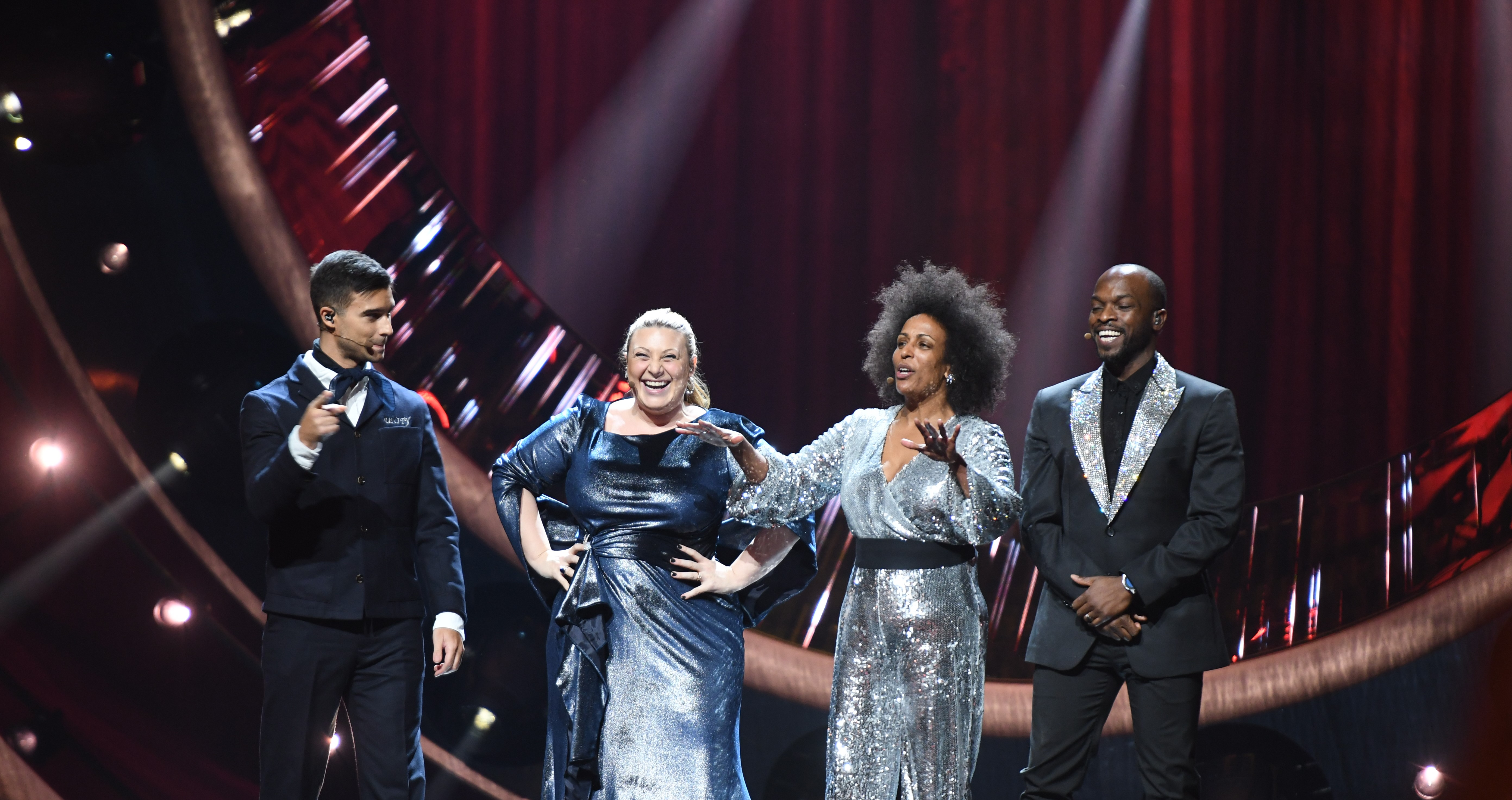
A 2019-es Melodifestivalen műsorvezetői: Eric Saade, Sarah Dawn Finer, Marika Carlsson és Kodjo Akolor

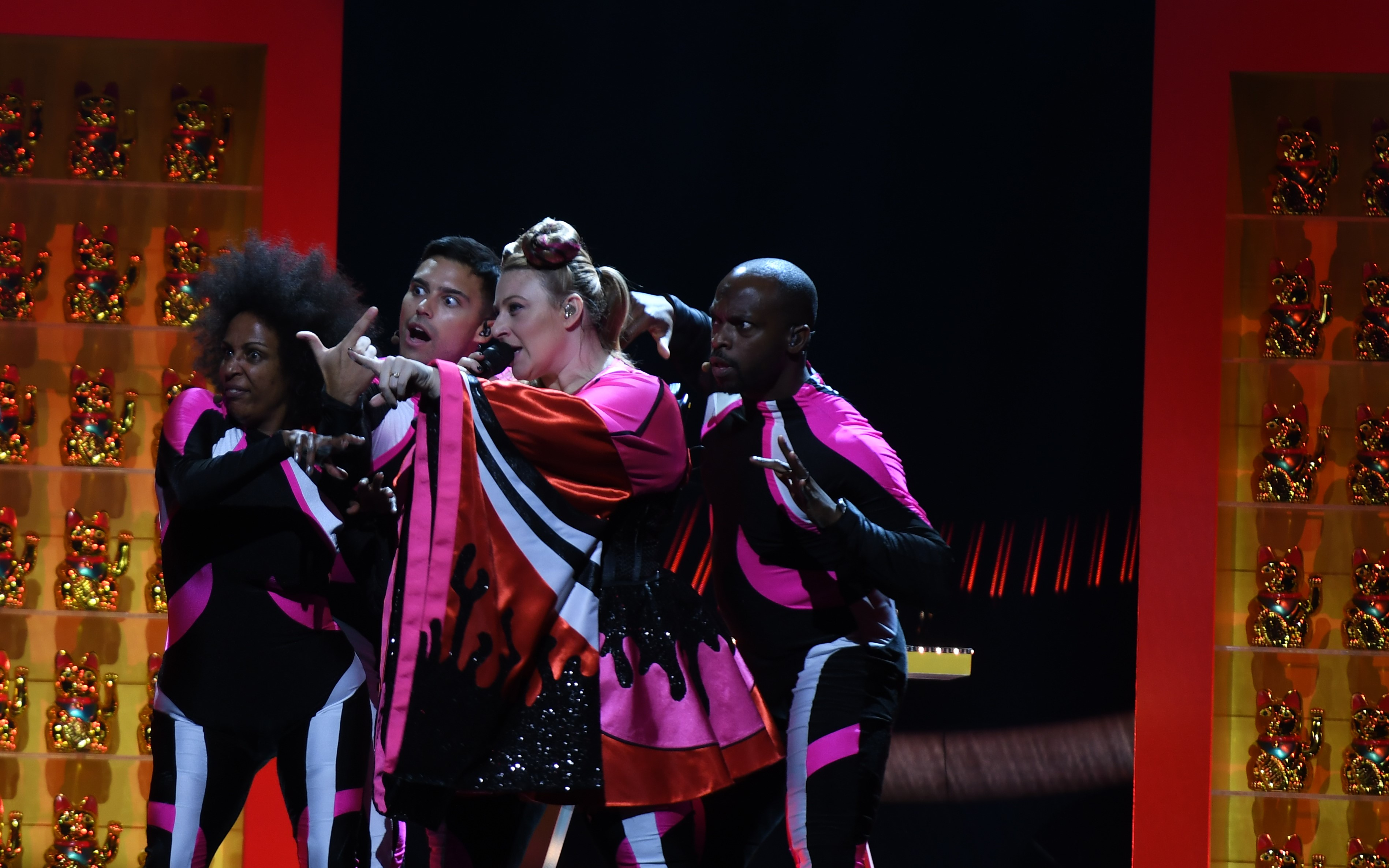
A műsorvezetők extra produkciója az első elődöntőben

| Forduló               | Dátum             | Város     | Helyszín                   | Műsorvezető                                              |
| --------------------- | ----------------- | --------- | -------------------------- | -------------------------------------------------------- |
| Első elődöntő         | 2019. február 2.  | Göteborg  | Scandinavium               | Sarah Dawn Finer Kodjo Akolor Marika Carlsson Eric Saade |
| Második elődöntő      | 2019. február 9.  | Malmö     | Malmö Aréna                | Sarah Dawn Finer Kodjo Akolor Marika Carlsson Eric Saade |
| Harmadik elődöntő     | 2019. február 16. | Leksand   | Tegera Arena               | Sarah Dawn Finer Kodjo Akolor Marika Carlsson Eric Saade |
| Negyedik elődöntő     | 2019. február 23. | Lidköping | Sparbanken Arena           | Sarah Dawn Finer Kodjo Akolor Marika Carlsson Eric Saade |
| Második esély forduló | 2019. március 2.  | Nyköping  | Nyköpings Arenor, Rosvalla | Sarah Dawn Finer Kodjo Akolor Marika Carlsson Eric Saade |
| Döntő                 | 2019. március 9.  | Stockholm | Friends Arena              | Sarah Dawn Finer Kodjo Akolor Marika Carlsson Eric Saade |

## A szavazási rendszer változása
Ebben az évben új szavazatszámlálási rendszert vezettek be. A nézői szavazatok nyolc különböző csoportba oszlottak, melyek közül hetet a műsor applikációjában leadott szavazatok tettek ki korosztályos bontásban, a telefonszám felhívásával leadott szavazatok pedig a nyolcadik csoportba kerültek. A telefonos szavazók ezúttal is adományozhatnak a Radiohjälpennek az emelt díjas szám hívásával. Az előző néhány verseny során beérkezett szöveges üzenetek alacsony száma miatt az SMS-szavazást eltörölték a szervezők. A nyolc csoport mindegyike a kedvenc dalait pontozta. Az elődöntőben minden csoport 43 pontot ítélhetett oda 12, 10, 8, 6, 4, 2 és 1 pontos bontásban. A döntőben minden nézői csoport 48 pontot ítélhetett oda 12, 10, 8, 7, 6, 5, 4, 3, 2 és 1 pontos skálán és a nyolc nemzetközi zsűri (a korábbi tizenegy helyett) is ugyanezeket a pontokat osztotta ki. A második esély fordulóban a nézői csoportok az adott párbajban az általuk jobbnak ítélt dalnak adtak pontot. Döntetlen esetén a a több szavazatot kapott dal jutott tovább.
Egy másik változás volt, hogy a televízió képernyőjének bal sarkában megjelenő dobogó szív olyan színűre változott, amelyik csoport éppen a legaktívabban szavazott az adott dalra. A nyolc csoport és a hozzájuk tartozó színek:
|  | 3–9 éves     |
|  | 10–15 éves   |
|  | 16–29 éves   |
|  | 30–44 éves   |
|  | 45–59 éves   |
|  | 60–74 éves   |
|  | 75 évestől   |
|  | Telefonhívás |

## A résztvevők
| Előadó                      | Dal                   | Szerző(k)                                                                             |
| --------------------------- | --------------------- | ------------------------------------------------------------------------------------- |
| Andreas Johnson             | "Army of Us"          | Andreas Johnson, Jimmy Jansson, Sara Ryan, Andreas ”Stone” Johansson, Sebastian Thott |
| Ann-Louise Hanson           | "Kärleken finns kvar" | David Lindgren Zacharias, Josefin Glenmark, Olof “Ollie” Olsen                        |
| Anna Bergendahl             | "Ashes to Ashes"      | Thomas G:son, Bobby Ljunggren, Erik Bernholm, Anna Bergendahl                         |
| Anton Hagman                | "Känner dig"          | Gusten Dahlqvist, Oliver Forsmark, Anton Hagman, Jakob Hjulström                      |
| Arja Saijonmaa              | "Mina fyra årstider"  | Göran Sparrdal, Arja Saijonmaa                                                        |
| Arvingarna                  | "I Do"                | Nanne Grönvall, Mikael Karlsson, Casper Jarnebrink, Thomas “Plec” Johansson           |
| Bishara                     | "On My Own"           | Markus Sepehrmanesh, Benjamin Ingrosso, Robert Habolin                                |
| Dolly Style                 | "Habibi"              | Jimmy Jansson, Palle Hammarlund, Robert Norberg                                       |
| Hanna Ferm & Liamoo         | "Hold You"            | Jimmy Jansson, Fredrik Sonefors, Hanna Ferm, Liam Pablito Cacatian Thomassen          |
| High15                      | "No Drama"            | Joy Deb, Linnea Deb, Kate Tizzard                                                     |
| Jan Malmsjö                 | "Leva livet"          | Anderz Wrethov, Elin Wrethov, Johan Bejerholm                                         |
| John Lundvik                | "Too Late for Love"   | John Lundvik, Anderz Wrethov, Andreas “Stone” Johansson                               |
| Jon Henrik Fjällgren        | "Norrsken (Goeksegh)" | Fredrik Kempe, David Kreuger, Niklas Carson Mattsson, Jon Henrik Fjällgren            |
| Lina Hedlund                | "Victorious"          | Melanie Wehbe, Richard Edwards, Dino Medanhodzic, Johanna Jansson                     |
| Lisa Ajax                   | "Torn"                | Isa Molin                                                                             |
| Malou Prytz                 | "I Do Me"             | Isa Tengblad, Elvira Anderfjärd, Fanny Arnesson, Adéle Cechal                         |
| Margaret                    | "Tempo"               | Anderz Wrethov, Jimmy Jansson, Laurell Barker, Sebastian von Koenigsegg               |
| Martin Stenmarck            | "Låt skiten brinna"   | Uno Svenningsson, Tim Larsson, Tobias Lundgren                                        |
| Mohombi                     | "Hello"               | Alexandru Florin Cotoi, Thomas G:son, Mohombi Moupondo, Linnea Deb                    |
| Nano                        | "Chasing Rivers"      | Lise Cabble, Linnea Deb, Joy Deb, Thomas G:son, Nano Omar                             |
| Omar Rudberg                | "Om om och om igen"   | Omar Rudberg, Johan Lindbrandt, Robin Stjernberg, Jens Hult                           |
| Oscar Enestad               | "I Love It"           | Emanuel Abrahamsson, Parker James, Oscar Enestad                                      |
| Pagan Fury                  | "Stormbringer"        | Tobias Gustavsson, Fredrik Thomander, Anders Wikström, Mia Stegmar                    |
| Rebecka Karlsson            | "Who I Am"            | Rebecka Karlsson, Anderz Wrethov, Henric Pierroff                                     |
| The Lovers of Valdaro       | "Somebody Wants"      | Peter Boström, Thomas G:son, Erik Høiby                                               |
| Vlad Reiser                 | "Nakna i regnet"      | Lukas Nathansson, John Hårleman, Vladislav Meletjenkov, Chris Enberg                  |
| Wiktoria                    | "Not with Me"         | Joy Deb, Linnea Deb, Wiktoria Johansson                                               |
| Zeana feat. Anis don Demina | "Mina bränder"        | Thomas G:son, Jimmy Jansson, Anis Don Demina, Pa Moudou Badjie, Robin Svensk          |

## Élő műsorsorozat
Az adások részletes végeredményét a döntő után hozzák nyilvánosságra.

### Első elődöntő
Az első elődöntőt február 2-án rendezte az SVT hét előadó részvételével Göteborgban, a Scandinaviumban.
| Ponttáblázat                                 | Ponttáblázat | Ponttáblázat | Ponttáblázat | Ponttáblázat | Ponttáblázat | Ponttáblázat | Ponttáblázat | Ponttáblázat | Ponttáblázat |
| Dal                                          | 3–9          | 10–15        | 16–29        | 30–44        | 45–59        | 60–74        | 75+          | Telefon      | Össz.        |
| -------------------------------------------- | ------------ | ------------ | ------------ | ------------ | ------------ | ------------ | ------------ | ------------ | ------------ |
| "Chasing Rivers" (Nano)                      | 4            | 8            | 8            | 6            | 6            | 6            | 10           | 6            | 54           |
| "No Drama" (High15)                          | 6            | 4            | 2            | 2            | 2            | 1            | 1            | 1            | 19           |
| "Not with Me" (Wiktoria)                     | 12           | 12           | 12           | 12           | 10           | 10           | 12           | 10           | 90           |
| "Mina bränder" (Zeana feat. Anis don Demina) | 10           | 6            | 6            | 4            | 4            | 2            | 4            | 2            | 38           |
| "Mina fyra årstider" (Arja Saijonmaa)        | 1            | 1            | 1            | 1            | 1            | 4            | 2            | 4            | 15           |
| "Hello" (Mohombi)                            | 8            | 10           | 10           | 10           | 8            | 8            | 6            | 8            | 68           |
| "Ashes to Ashes" (Anna Bergendahl)           | 2            | 2            | 4            | 8            | 12           | 12           | 8            | 12           | 60           |

| #  | Előadó                      | Dal                  | Szavazat  | Pontszám | Helyezés | Eredmény     |
| -- | --------------------------- | -------------------- | --------- | -------- | -------- | ------------ |
| 01 | Nano                        | "Chasing Rivers"     | 1 096 662 | 54       | 4.       | Továbbjutott |
| 02 | High15                      | "No Drama"           | 814 839   | 19       | 6.       | Kiesett      |
| 03 | Wiktoria                    | "Not with Me"        | 1 431 954 | 90       | 1.       | Továbbjutott |
| 04 | Zeana feat. Anis don Demina | "Mina bränder"       | 980 354   | 38       | 5.       | Kiesett      |
| 05 | Arja Saijonmaa              | "Mina fyra årstider" | 507 727   | 15       | 7.       | Kiesett      |
| 06 | Mohombi                     | "Hello"              | 1 218 685 | 68       | 2.       | Továbbjutott |
| 07 | Anna Bergendahl             | "Ashes to Ashes"     | 1 108 102 | 60       | 3.       | Továbbjutott |

### Második elődöntő
A második elődöntőt február 9-én rendezte az SVT hét előadó részvételével Malmőben, a Malmö Arenában.
| Ponttáblázat                     | Ponttáblázat | Ponttáblázat | Ponttáblázat | Ponttáblázat | Ponttáblázat | Ponttáblázat | Ponttáblázat | Ponttáblázat | Ponttáblázat |
| Dal                              | 3–9          | 10–15        | 16–29        | 30–44        | 45–59        | 60–74        | 75+          | Telefon      | Össz.        |
| -------------------------------- | ------------ | ------------ | ------------ | ------------ | ------------ | ------------ | ------------ | ------------ | ------------ |
| "Army of Us" (Andreas Johnson)   | 4            | 2            | 6            | 8            | 10           | 10           | 4            | 8            | 52           |
| "I Do Me" (Malou Prytz)          | 12           | 10           | 10           | 10           | 8            | 8            | 8            | 10           | 76           |
| "I Love It" (Oscar Enestad)      | 2            | 4            | 2            | 2            | 2            | 1            | 1            | 1            | 15           |
| "Leva livet" (Jan Malmsjö)       | 1            | 1            | 1            | 1            | 1            | 2            | 6            | 2            | 15           |
| "Nakna i regnet" (Vlad Reiser)   | 8            | 8            | 8            | 4            | 4            | 4            | 10           | 6            | 52           |
| "Hold You" (Hanna Ferm & Liamoo) | 10           | 12           | 12           | 12           | 12           | 12           | 12           | 12           | 94           |
| "Tempo" (Margaret)               | 6            | 6            | 4            | 6            | 6            | 6            | 2            | 4            | 40           |

| #  | Előadó              | Dal              | Szavazat  | Pontszám | Helyezés | Eredmény     |
| -- | ------------------- | ---------------- | --------- | -------- | -------- | ------------ |
| 01 | Andreas Johnson     | "Army of Us"     | 973 171   | 52       | 4.       | Továbbjutott |
| 02 | Malou Prytz         | "I Do Me"        | 1 233 974 | 76       | 2.       | Továbbjutott |
| 03 | Oscar Enestad       | "I Love It"      | 739 501   | 15       | 7.       | Kiesett      |
| 04 | Jan Malmsjö         | "Leva livet"     | 630 359   | 15       | 6.       | Kiesett      |
| 05 | Vlad Reiser         | "Nakna i regnet" | 991 531   | 52       | 3.       | Továbbjutott |
| 06 | Hanna Ferm & Liamoo | "Hold You"       | 1 531 720 | 94       | 1.       | Továbbjutott |
| 07 | Margaret            | "Tempo"          | 892 945   | 40       | 5.       | Kiesett      |

### Harmadik elődöntő
A harmadik elődöntőt február 16-án rendezte az SVT hét előadó részvételével Leksandban, a Tegera Arenában.
| Ponttáblázat                                 | Ponttáblázat | Ponttáblázat | Ponttáblázat | Ponttáblázat | Ponttáblázat | Ponttáblázat | Ponttáblázat | Ponttáblázat | Ponttáblázat |
| Dal                                          | 3–9          | 10–15        | 16–29        | 30–44        | 45–59        | 60–74        | 75+          | Telefon      | Össz.        |
| -------------------------------------------- | ------------ | ------------ | ------------ | ------------ | ------------ | ------------ | ------------ | ------------ | ------------ |
| "Somebody Wants" (The Lovers of Valdaro)     | 2            | 1            | 1            | 1            | 4            | 2            | 1            | 1            | 13           |
| "Habibi" (Dolly Style)                       | 12           | 6            | 2            | 6            | 2            | 4            | 4            | 4            | 40           |
| "Låt skiten brinna" (Martin Stenmarck)       | 6            | 2            | 4            | 4            | 6            | 8            | 8            | 8            | 46           |
| "Victorious" (Lina Hedlund)                  | 10           | 8            | 8            | 12           | 12           | 10           | 10           | 6            | 76           |
| "Om om och om igen" (Omar Rudberg)           | 1            | 4            | 6            | 2            | 1            | 1            | 2            | 2            | 19           |
| "Who I Am" (Rebecka Karlsson)                | 8            | 12           | 10           | 10           | 8            | 6            | 6            | 10           | 70           |
| "Norrsken (Goeksegh)" (Jon Henrik Fjällgren) | 4            | 10           | 12           | 8            | 10           | 12           | 12           | 12           | 80           |

| #  | Előadó                | Dal                   | Szavazat  | Pontszám | Helyezés | Eredmény     |
| -- | --------------------- | --------------------- | --------- | -------- | -------- | ------------ |
| 01 | The Lovers of Valdaro | "Somebody Wants"      | 637 917   | 13       | 7.       | Kiesett      |
| 02 | Dolly Style           | "Habibi"              | 819 062   | 40       | 5.       | Kiesett      |
| 03 | Martin Stenmarck      | "Låt skiten brinna"   | 862 017   | 46       | 4.       | Továbbjutott |
| 04 | Lina Hedlund          | "Victorious"          | 1 051 399 | 76       | 2.       | Továbbjutott |
| 05 | Omar Rudberg          | "Om om och om igen"   | 722 215   | 19       | 6.       | Kiesett      |
| 06 | Rebecka Karlsson      | "Who I Am"            | 1 059 419 | 70       | 3.       | Továbbjutott |
| 07 | Jon Henrik Fjällgren  | "Norrsken (Goeksegh)" | 1 112 548 | 80       | 1.       | Továbbjutott |

### Negyedik elődöntő
A negyedik elődöntőt február 23-án rendezte az SVT hét előadó részvételével Lidköpingben, a Sparbanken Lidköping Arenában.
| Ponttáblázat                              | Ponttáblázat | Ponttáblázat | Ponttáblázat | Ponttáblázat | Ponttáblázat | Ponttáblázat | Ponttáblázat | Ponttáblázat | Ponttáblázat |
| Dal                                       | 3–9          | 10–15        | 16–29        | 30–44        | 45–59        | 60–74        | 75+          | Telefon      | Össz.        |
| ----------------------------------------- | ------------ | ------------ | ------------ | ------------ | ------------ | ------------ | ------------ | ------------ | ------------ |
| "Stormbringer" (Pagan Fury)               | 2            | 1            | 1            | 4            | 4            | 2            | 2            | 2            | 18           |
| "Känner dig" (Anton Hagman)               | 6            | 6            | 4            | 1            | 1            | 1            | 1            | 1            | 21           |
| "Torn" (Lisa Ajax)                        | 10           | 10           | 8            | 8            | 6            | 4            | 6            | 4            | 56           |
| "I Do" (Arvingarna)                       | 4            | 4            | 6            | 6            | 8            | 10           | 8            | 8            | 54           |
| "On My Own" (Bishara)                     | 12           | 12           | 12           | 10           | 10           | 8            | 10           | 10           | 84           |
| "Kärleken finns kvar" (Ann-Louise Hanson) | 1            | 2            | 2            | 2            | 2            | 6            | 4            | 6            | 25           |
| "Too Late for Love" (John Lundvik)        | 8            | 8            | 10           | 12           | 12           | 12           | 12           | 12           | 86           |

| #  | Előadó            | Dal                   | Szavazat  | Pontszám | Helyezés | Eredmény     |
| -- | ----------------- | --------------------- | --------- | -------- | -------- | ------------ |
| 01 | Pagan Fury        | "Stormbringer"        | 579 502   | 18       | 7.       | Kiesett      |
| 02 | Anton Hagman      | "Känner dig"          | 601 113   | 21       | 6.       | Kiesett      |
| 03 | Lisa Ajax         | "Torn"                | 1 166 263 | 56       | 3.       | Továbbjutott |
| 04 | Arvingarna        | "I Do"                | 895 957   | 54       | 4.       | Továbbjutott |
| 05 | Bishara           | "On My Own"           | 1 497 326 | 84       | 2.       | Továbbjutott |
| 06 | Ann-Louise Hanson | "Kärleken finns kvar" | 583 995   | 25       | 5.       | Kiesett      |
| 07 | John Lundvik      | "Too Late for Love"   | 1 465 231 | 86       | 1.       | Továbbjutott |

### Második esély forduló
A második esély fordulót március 2-án rendezte az SVT nyolc előadó részvételével Nyköpingben, a Kristianstad Arenaban.
| Ponttáblázat                           | Ponttáblázat | Ponttáblázat | Ponttáblázat | Ponttáblázat | Ponttáblázat | Ponttáblázat | Ponttáblázat | Ponttáblázat | Ponttáblázat |
| Dal                                    | 3–9          | 10–15        | 16–29        | 30–44        | 45–59        | 60–74        | 75+          | Telefon      | Össz.        |
| -------------------------------------- | ------------ | ------------ | ------------ | ------------ | ------------ | ------------ | ------------ | ------------ | ------------ |
| "Army of Us" (Andreas Johnson)         |              |              |              |              |              |              |              |              | 0            |
| "Ashes to Ashes" (Anna Bergendahl)     | 1            | 1            | 1            | 1            | 1            | 1            | 1            | 1            | 8            |
| "Nakna i regnet" (Vlad Reiser)         | 1            |              |              |              |              |              |              |              | 1            |
| "Chasing Rivers" (Nano)                |              | 1            | 1            | 1            | 1            | 1            | 1            | 1            | 7            |
| "Låt skiten brinna" (Martin Stenmarck) |              |              |              |              |              | 1            |              |              | 1            |
| "Torn" (Lisa Ajax)                     | 1            | 1            | 1            | 1            | 1            |              | 1            | 1            | 7            |
| "Who I Am" (Rebecka Karlsson)          | 1            | 1            |              |              |              |              |              |              | 2            |
| "I Do" (Arvingarna)                    |              |              | 1            | 1            | 1            | 1            | 1            | 1            | 6            |

| Párbaj | Előadó           | Dal                 | Szavazat  | Pontszám | Helyezés | Eredmény     |
| ------ | ---------------- | ------------------- | --------- | -------- | -------- | ------------ |
| 1      | Andreas Johnson  | "Army of Us"        | 693 105   | 0        | 2.       | Kiesett      |
| 1      | Anna Bergendahl  | "Ashes to Ashes"    | 1 174 531 | 8        | 1.       | Továbbjutott |
| 2      | Vlad Reiser      | "Nakna i regnet"    | 713 742   | 1        | 2.       | Kiesett      |
| 2      | Nano             | "Chasing Rivers"    | 1 147 998 | 7        | 1.       | Továbbjutott |
| 3      | Martin Stenmarck | "Låt skiten brinna" | 671 850   | 1        | 2.       | Kiesett      |
| 3      | Lisa Ajax        | "Torn"              | 1 116 086 | 7        | 1.       | Továbbjutott |
| 4      | Rebecka Karlsson | "Who I Am"          | 793 704   | 2        | 2.       | Kiesett      |
| 4      | Arvingarna       | "I Do"              | 933 069   | 6        | 1.       | Továbbjutott |

### Döntő
A döntőt március 9-én rendezte az SVT tizenkettő előadó részvételével Stockholmban, a Friends Arenában. A végeredményt a nézők és a nemzetközi, szakmai zsűrik szavazatai alakították ki. Első körben a zsűrik szavaztak az alábbi módon: az első helyezett 12 pontot kapott, a második 10-et, a harmadik 8-at, a negyedik 7-et, az ötödik 6-ot, a hatodik 5-öt, a hetedik 4-et, a nyolcadik 3-at, a kilencedik 2-t, a tizedik 1 pontot. Ehhez adódtak hozzá a közönségszavazás pontjai százalékos bontásban és így alakult ki a végső sorrend.
| #  | Előadó               | Dal                   | Szavazás       | Szavazás       | Szavazás | Helyezés |
| #  | Előadó               | Dal                   | Zsűri pontszám | Nézői pontszám | Összesen | Helyezés |
| -- | -------------------- | --------------------- | -------------- | -------------- | -------- | -------- |
| 01 | Jon Henrik Fjällgren | "Norrsken (Goeksegh)" | 19             | 55             | 74       | 4.       |
| 02 | Lisa Ajax            | "Torn"                | 39             | 23             | 62       | 9.       |
| 03 | Mohombi              | "Hello"               | 32             | 42             | 74       | 5.       |
| 04 | Lina Hedlund         | "Victorious"          | 32             | 8              | 40       | 11.      |
| 05 | Bishara              | "On My Own"           | 38             | 69             | 107      | 2.       |
| 06 | Anna Bergendahl      | "Ashes to Ashes"      | 20             | 36             | 56       | 10.      |
| 07 | Nano                 | "Chasing Rivers"      | 54             | 10             | 64       | 8.       |
| 08 | Hanna Ferm & Liamoo  | "Hold You"            | 48             | 59             | 107      | 3.       |
| 09 | Malou Prytz          | "I Do Me"             | 23             | 12             | 35       | 12.      |
| 10 | John Lundvik         | "Too Late for Love"   | 96             | 85             | 181      | 1.       |
| 11 | Wiktoria             | "Not with Me"         | 36             | 28             | 64       | 6.       |
| 12 | Arvingarna           | "I Do"                | 27             | 37             | 64       | 7.       |

#### Pontáblázat
| Dal                                          | Zsűri      | Zsűri    | Zsűri      | Zsűri  | Zsűri         | Zsűri      | Zsűri              | Zsűri  | Zsűri | Nézők     | Nézők | Nézők | Nézők | Nézők | Nézők | Nézők | Nézők | Nézők   | Nézők | Σ   |
| Dal                                          | Portugália | Ausztria | Ausztrália | Ciprus | Franciaország | Finnország | Egyesült Királyság | Izrael | Össz. | Szavazat  | 3–9   | 10–15 | 16–29 | 30–44 | 45–59 | 60–74 | 75+   | Telefon | Össz. | Σ   |
| -------------------------------------------- | ---------- | -------- | ---------- | ------ | ------------- | ---------- | ------------------ | ------ | ----- | --------- | ----- | ----- | ----- | ----- | ----- | ----- | ----- | ------- | ----- | --- |
| "Norrsken (Goeksegh)" (Jon Henrik Fjällgren) | 1          |          | 8          | 1      | 1             |            | 8                  |        | 19    | 1 398 299 | 8     | 4     | 7     | 6     | 5     | 7     | 8     | 10      | 55    | 74  |
| "Torn" (Lisa Ajax)                           | 6          | 10       | 2          | 3      | 5             | 6          | 1                  | 6      | 39    | 1 164 997 | 7     | 7     | 4     | 2     |       |       | 3     |         | 23    | 62  |
| "Hello" (Mohombi)                            | 5          | 2        | 7          | 7      | 2             |            | 4                  | 5      | 32    | 1 349 171 | 10    | 6     | 5     | 8     | 3     | 1     | 5     | 4       | 42    | 74  |
| "Victorious" (Lina Hedlund)                  | 3          | 8        |            | 4      |               | 4          | 3                  | 10     | 32    | 883 187   | 2     |       |       | 1     | 2     | 3     |       |         | 8     | 40  |
| "On My Own" (Bishara)                        | 7          | 1        | 3          | 6      | 10            | 10         |                    | 1      | 38    | 1 719 337 | 12    | 12    | 10    | 7     | 7     | 5     | 10    | 6       | 69    | 107 |
| "Ashes to Ashes" (Anna Bergendahl)           |            |          |            | 2      |               | 5          | 6                  | 7      | 20    | 1 143 408 |       |       |       | 4     | 10    | 10    | 4     | 7       | 36    | 56  |
| "Chasing Rivers" (Nano)                      | 10         | 4        | 10         | 8      | 7             | 2          | 5                  | 8      | 54    | 951 266   | 3     | 2     | 1     |       | 1     | 2     |       | 1       | 10    | 64  |
| "Hold You" (Hanna Ferm & Liamoo)             | 8          | 6        | 6          | 5      | 6             | 7          | 7                  | 3      | 48    | 1 592 988 | 6     | 10    | 8     | 10    | 8     | 6     | 6     | 5       | 59    | 107 |
| "I Do Me" (Malou Prytz)                      | 4          | 5        | 5          |        | 4             | 1          | 2                  | 2      | 23    | 1 010 600 | 4     | 3     | 2     |       |       |       | 1     | 2       | 12    | 35  |
| "Too Late for Love" (John Lundvik)           | 12         | 12       | 12         | 12     | 12            | 12         | 12                 | 12     | 96    | 2 211 811 | 5     | 8     | 12    | 12    | 12    | 12    | 12    | 12      | 85    | 181 |
| "Not with Me" (Wiktoria)                     | 2          | 3        | 1          | 10     | 8             | 8          |                    | 4      | 36    | 1 173 276 | 1     | 5     | 3     | 3     | 4     | 4     | 2     | 3       | 28    | 64  |
| "I Do" (Arvingarna)                          |            | 7        | 4          |        | 3             | 3          | 10                 |        | 27    | 1 159 367 |       | 1     | 6     | 4     | 6     | 8     | 7     | 8       | 37    | 64  |

A sorok a fellépés sorrendjében vannak rendezve. A zászlós oszlopokban az adott zsűritől kapott pontszám található meg.
Pontbejelentők
1. Portugália – Carla Bugalho
2. Ausztria – Marvin Dietmann
3. Ausztrália – Paul Clarke
4. Ciprus – Evi Papamichael
5. Franciaország – Bruno Berberes
6. Finnország – Krista Siegfrids
7. Egyesült Királyság – Simon Proctor
8. Izrael – Dana International

## Nézettség
Az alábbi táblázat csak az SVT1 által főműsoridőben sugárzott adások adatait mutatja.
| Adás                  | Sugárzás          | Idősáv        | Nézettség (fő) | Szavazat      | Szavazat                           | Szavazat       | Szavazat           | Radiohjälpen-segély (korona) | Forrás |
| Adás                  | Sugárzás          | Idősáv        | Nézettség (fő) | Összesen (db) | Változás az előző évhez képest (%) | Számított (db) | Nem számított (db) | Radiohjälpen-segély (korona) | Forrás |
| --------------------- | ----------------- | ------------- | -------------- | ------------- | ---------------------------------- | -------------- | ------------------ | ---------------------------- | ------ |
| Első elődöntő         | 2019. február 2.  | szombat 20:00 | 3 038 000      | 7 158 333     | +8,17                              | 7 158 323      | 0                  | 573 040                      | [ 3 ]  |
| Második elődöntő      | 2019. február 9.  | szombat 20:00 | 2 924 000      | 6 993 333     | +18,95                             | 6 993 201      | 132                | 522 183                      | [ 4 ]  |
| Harmadik elődöntő     | 2019. február 16. | szombat 20:00 | 2 900 000      | 6 305 045     | +30,49                             | 6 264 577      | 40 468             | 662 869                      | [ 5 ]  |
| Negyedik elődöntő     | 2019. február 23. | szombat 20:00 | 2 704 000      | 6 810 817     | +39,51                             | 6 789 387      | 21 430             | 905 041                      | [ 6 ]  |
| Második esély forduló | 2019. március 2.  | szombat 20:00 | 2 632 000      | 7 244 085     | +20,58                             | 7 244 085      | 0                  | 949 238                      | [ 7 ]  |
| Döntő                 | 2019. március 9.  | szombat 20:00 | 3 614 000      | 15 757 707    | +12,60                             | 15 757 707     | 0                  | 4 273 096                    | [ 8 ]  |

## Visszatérő előadók
| Előadó                               | Előző szereplések | Előző évek                                                       |
| ------------------------------------ | ----------------- | ---------------------------------------------------------------- |
| Andreas Johnson                      | 6                 | 2006, 2007, 2008, 2010, 2012, 2015                               |
| Anna Bergendahl                      | 1                 | 2010                                                             |
| Ann-Louise Hanson                    | 11                | 1963, 1966, 1967, 1969, 1973, 1974, 1975, 1982, 1983, 2002, 2004 |
| Anton Hagman                         | 1                 | 2017                                                             |
| Arja Saijonmaa                       | 2                 | 1987, 2005                                                       |
| Arvingarna                           | 4                 | 1993, 1995, 1999, 2002                                           |
| Dolly Style                          | 2                 | 2015, 2016                                                       |
| Jan Malmsjö                          | 1                 | 1969                                                             |
| John Lundvik                         | 1                 | 2018                                                             |
| Jon Henrik Fjällgren                 | 2                 | 2015, 2017                                                       |
| Liamoo                               | 1                 | 2018                                                             |
| Lina Hedlund                         | 5                 | 2002, 2003, 2009, 2010, 2014                                     |
| Lisa Ajax                            | 2                 | 2016, 2017                                                       |
| Margaret                             | 1                 | 2018                                                             |
| Martin Stenmarck                     | 3                 | 2005, 2014, 2016                                                 |
| Mia Stegmar (a Pagan Fury tagjaként) | 1                 | 2004                                                             |
| Mohombi                              | 1                 | 2005                                                             |
| Nano                                 | 1                 | 2017                                                             |
| Omar Rudberg                         | 1                 | 2017                                                             |
| Oscar Enestad                        | 1                 | 2017                                                             |
| Wiktoria                             | 2                 | 2016, 2017                                                       |

## Galéria

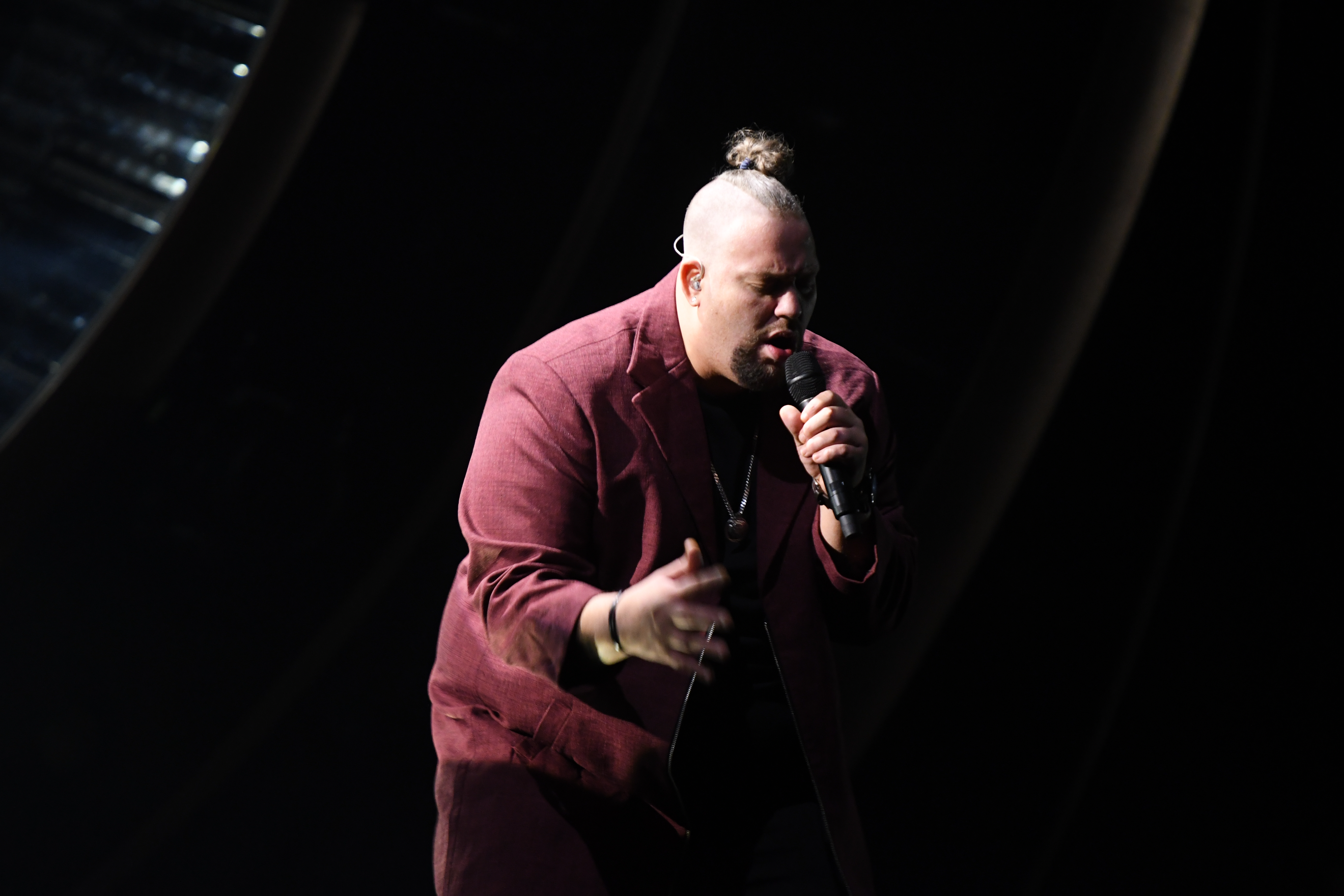
Nano
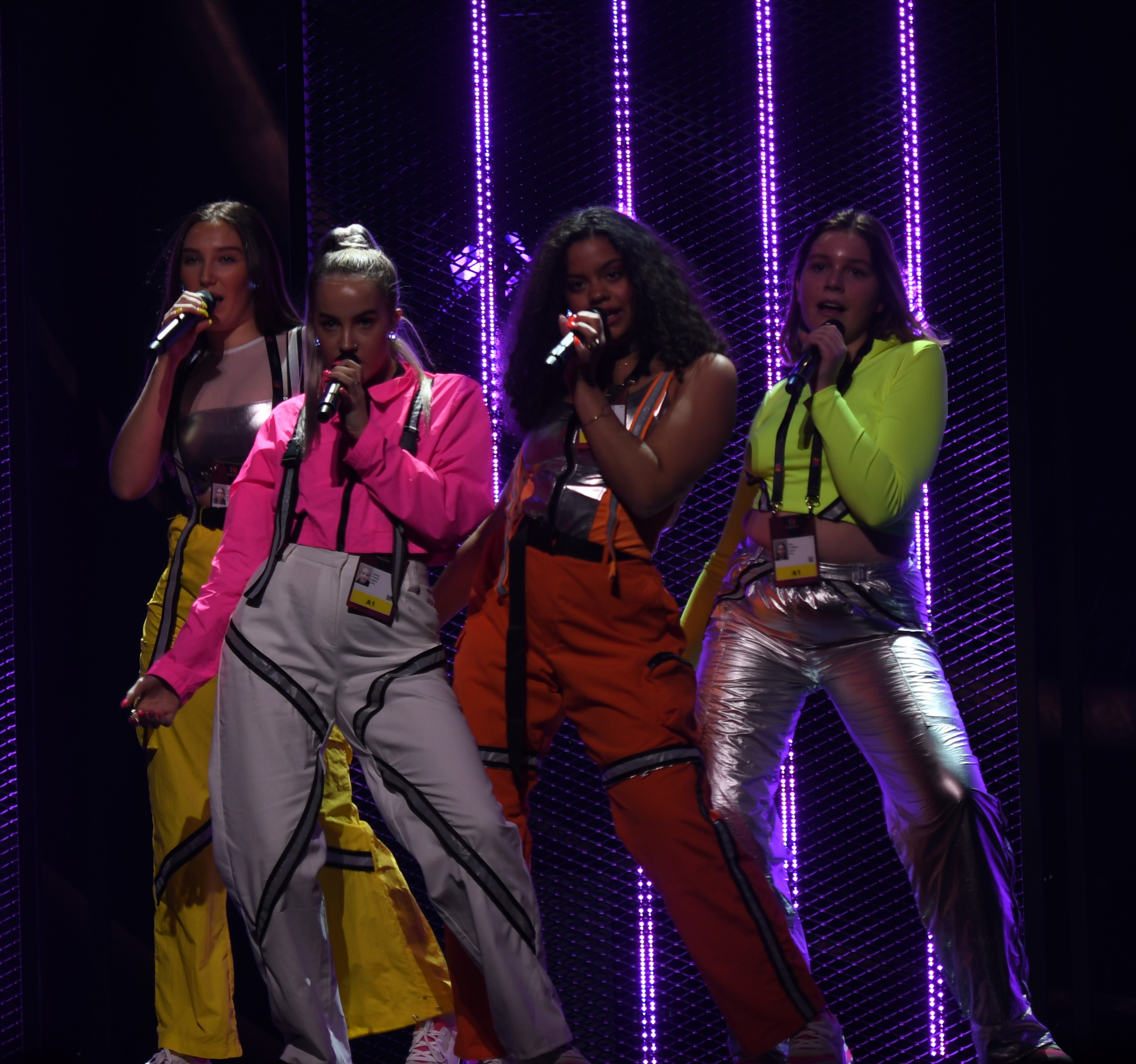
High15
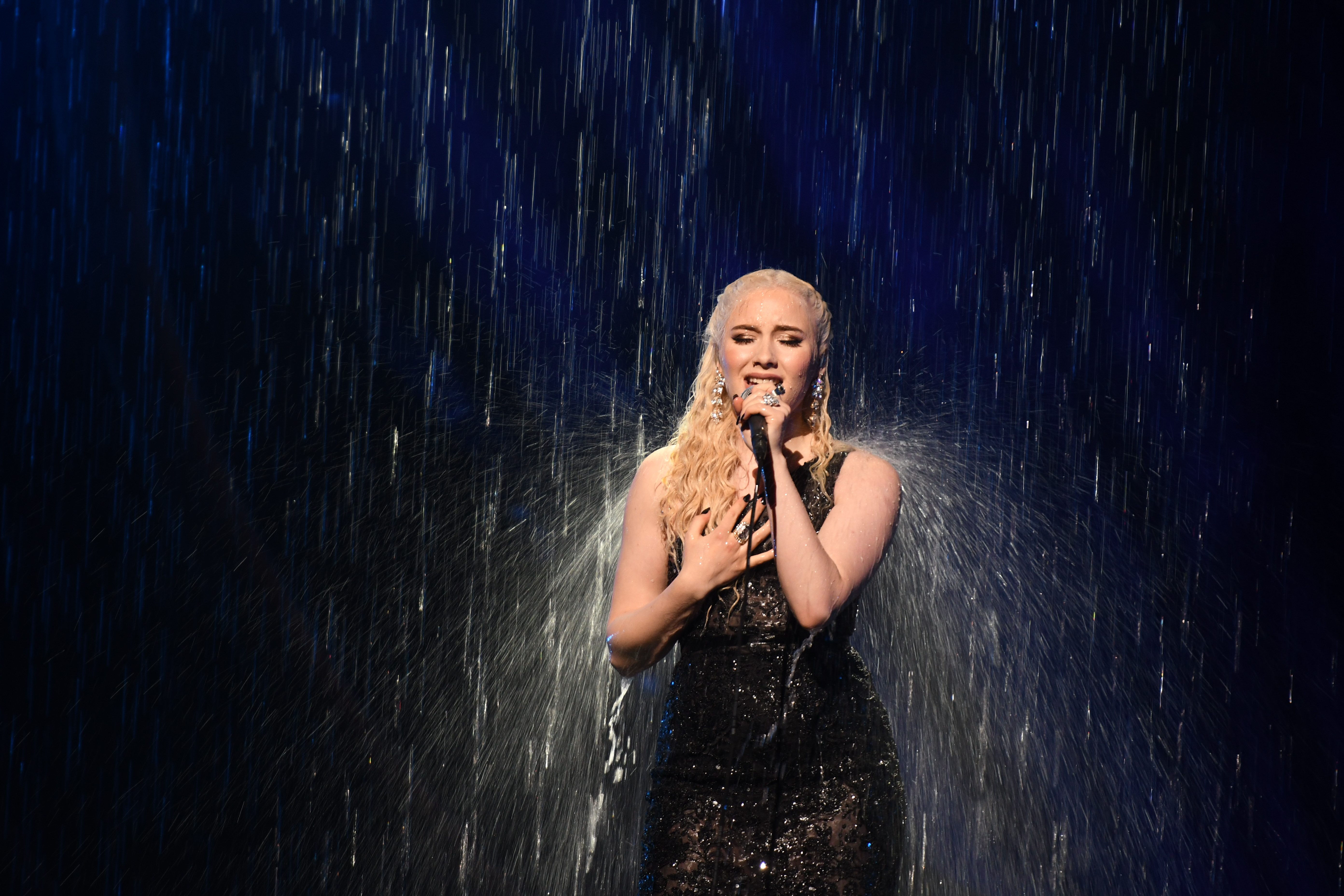
Wiktoria
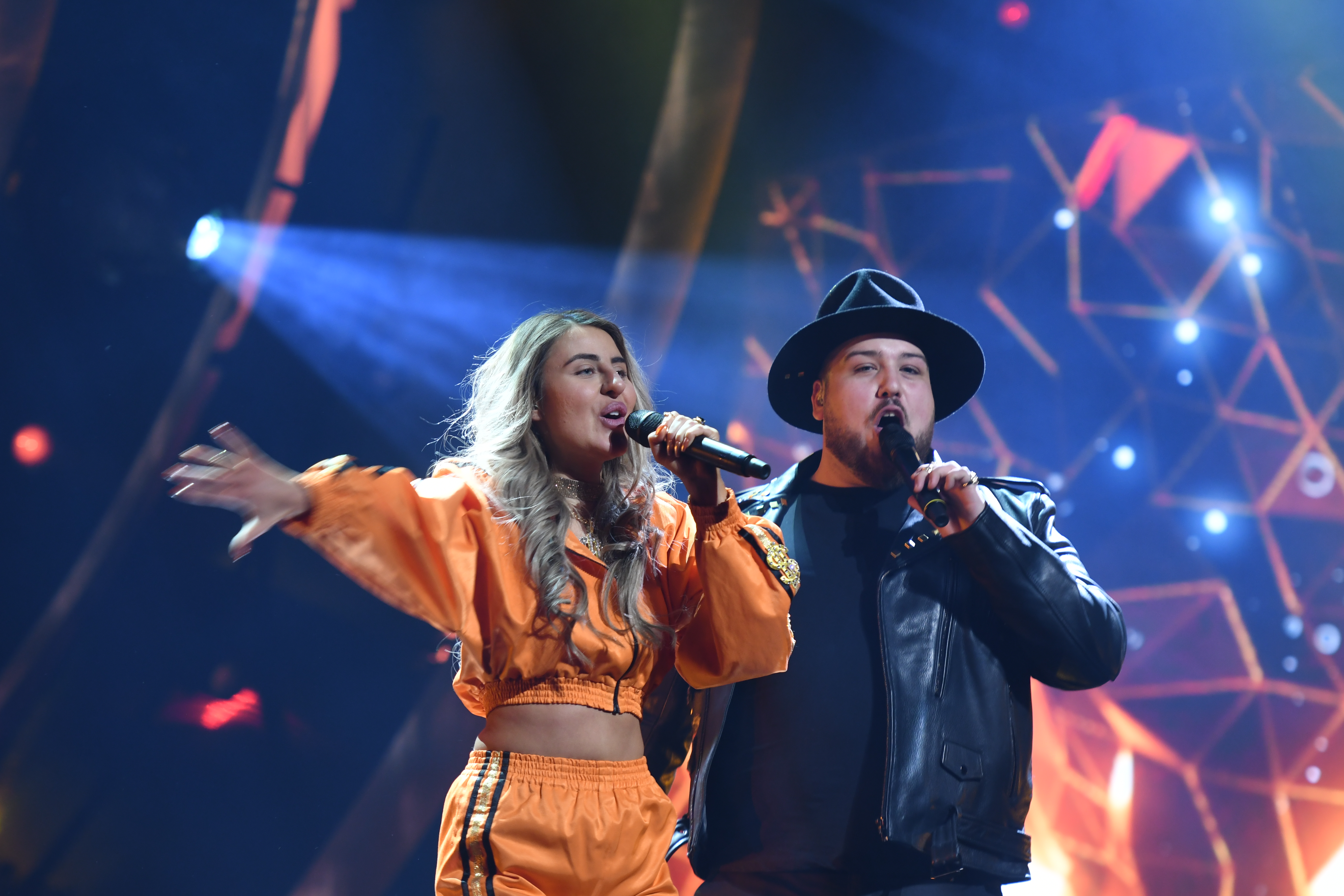
Zeana feat. Anis Don Demina
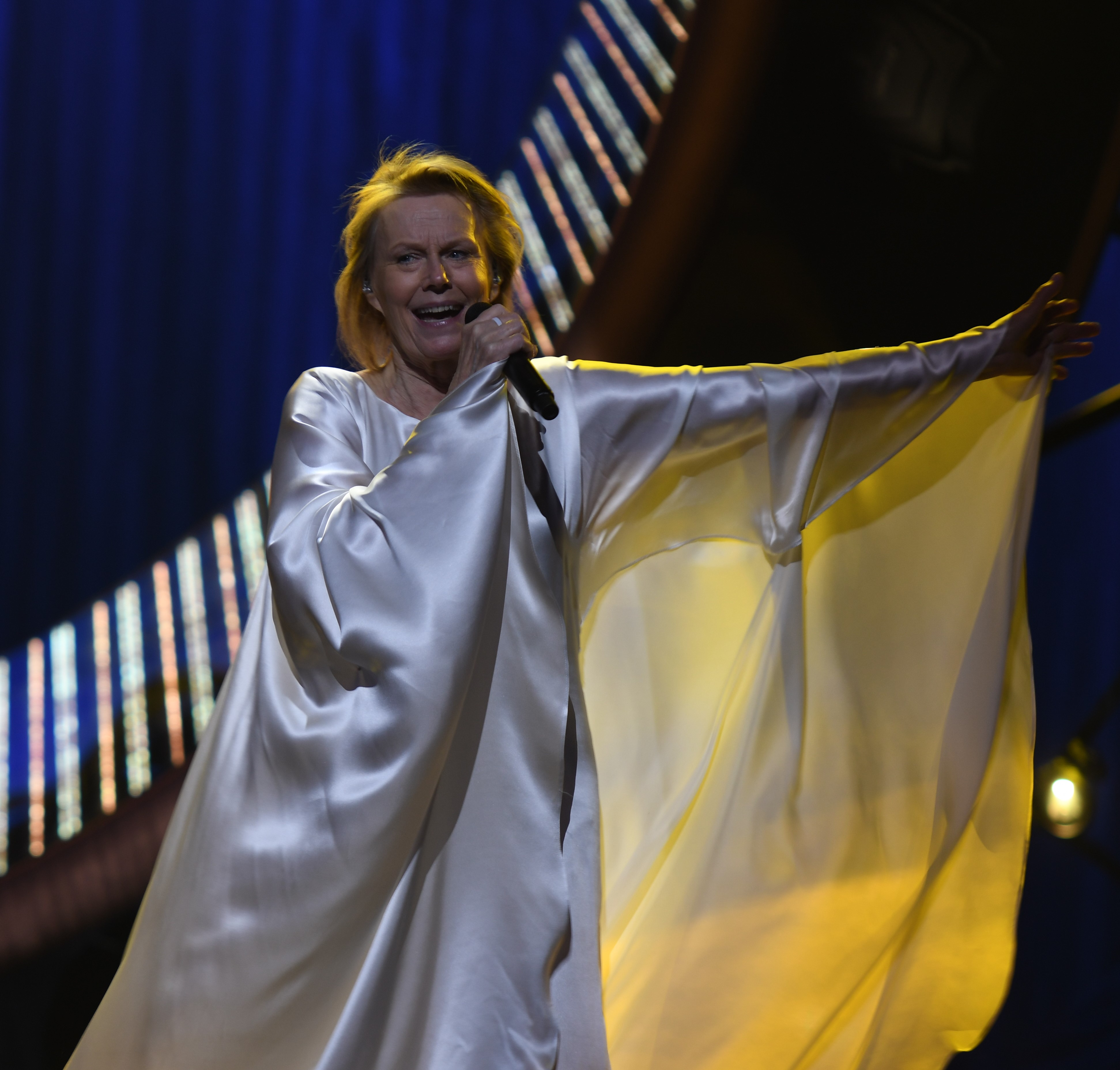
Arja Saijonmaa
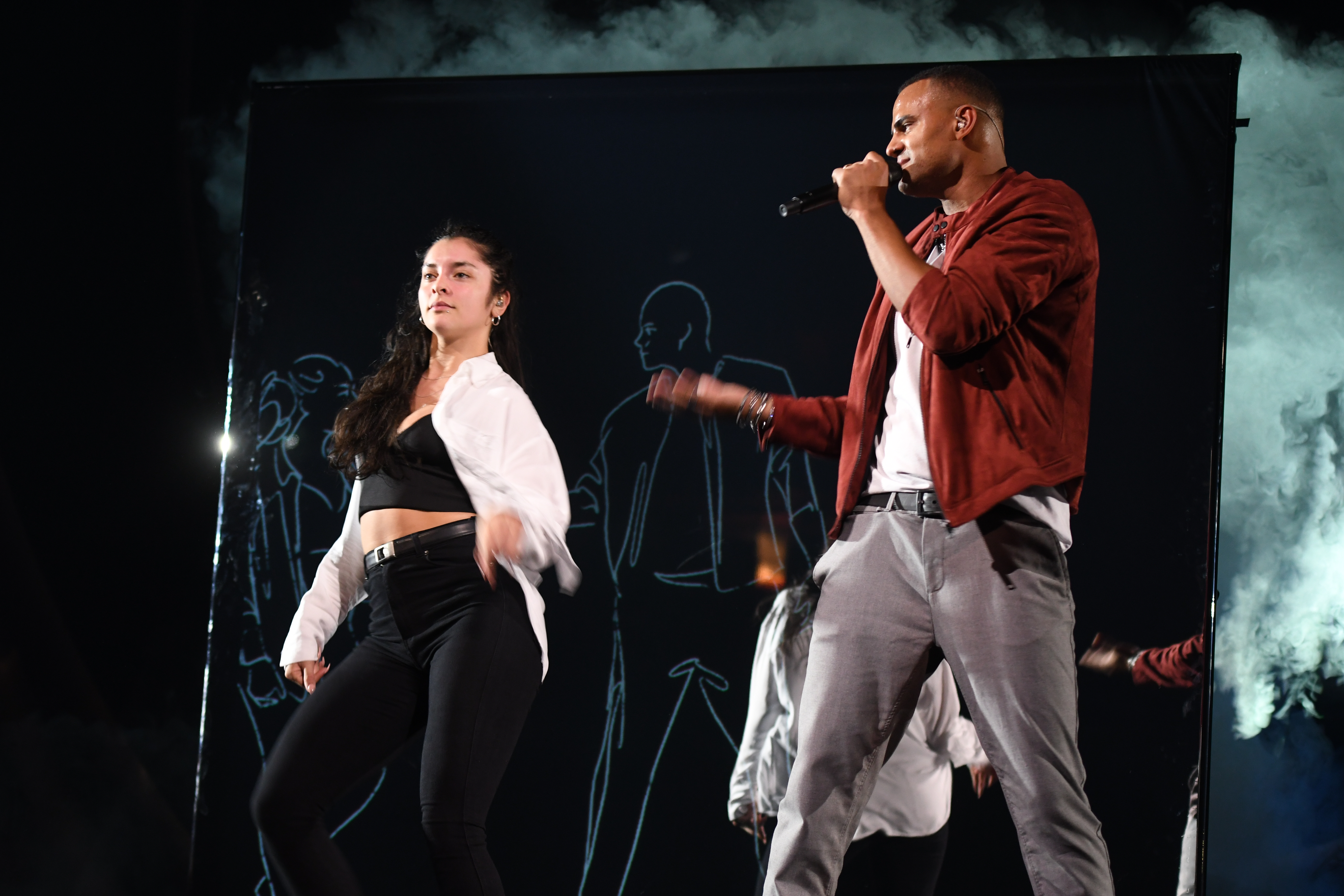
Mohombi
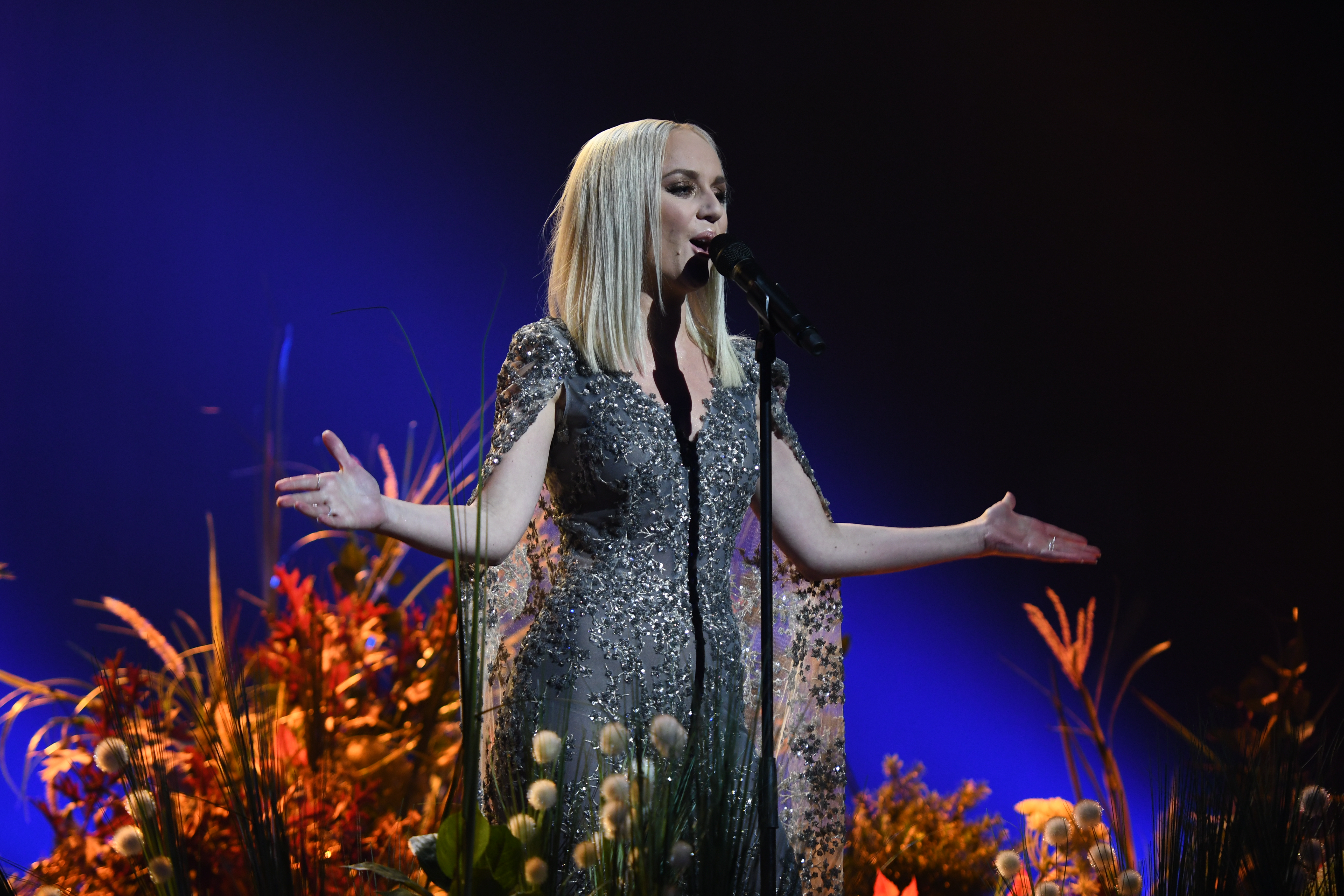
Anna Bergendahl

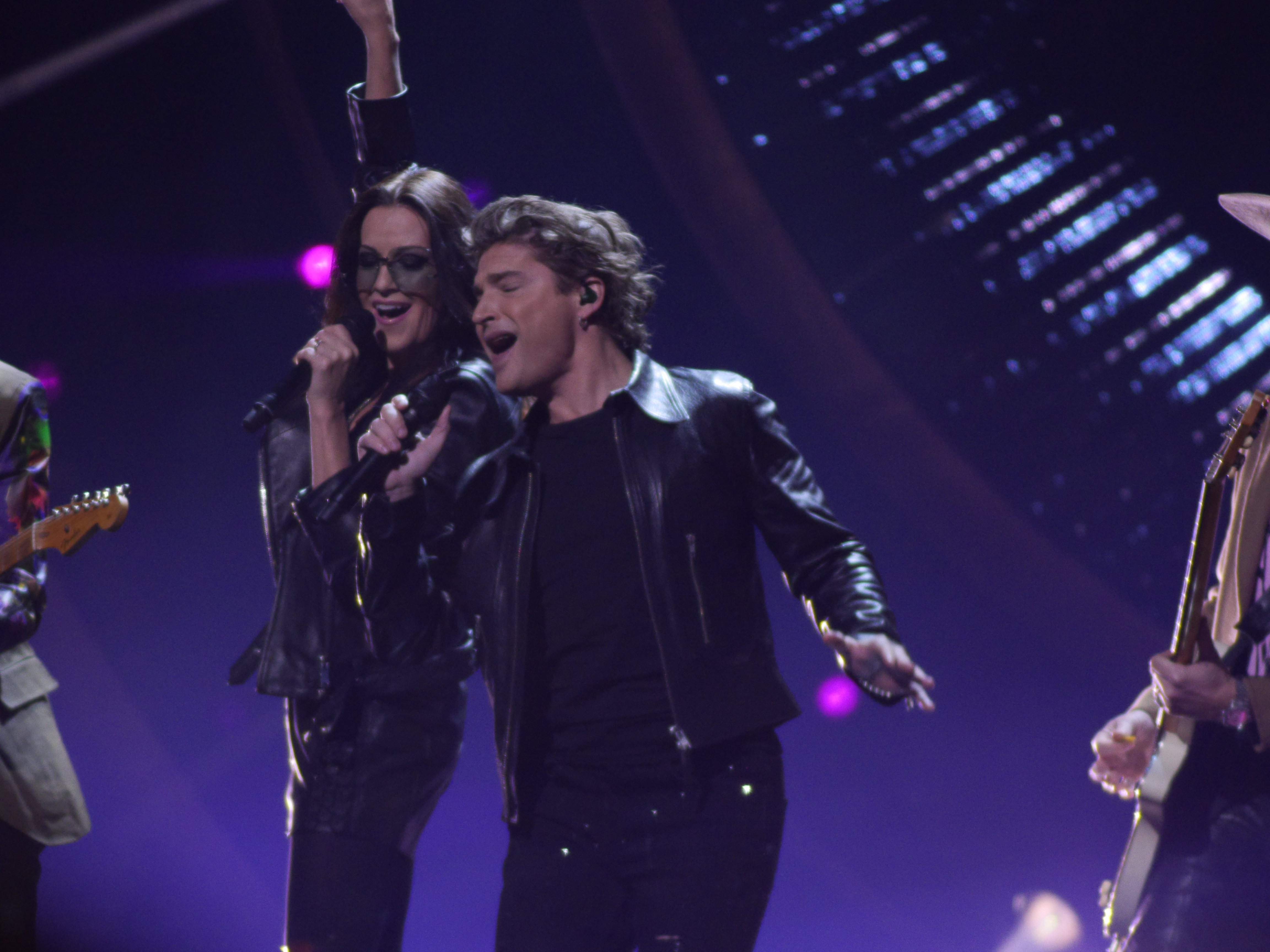
Andreas Johnsson
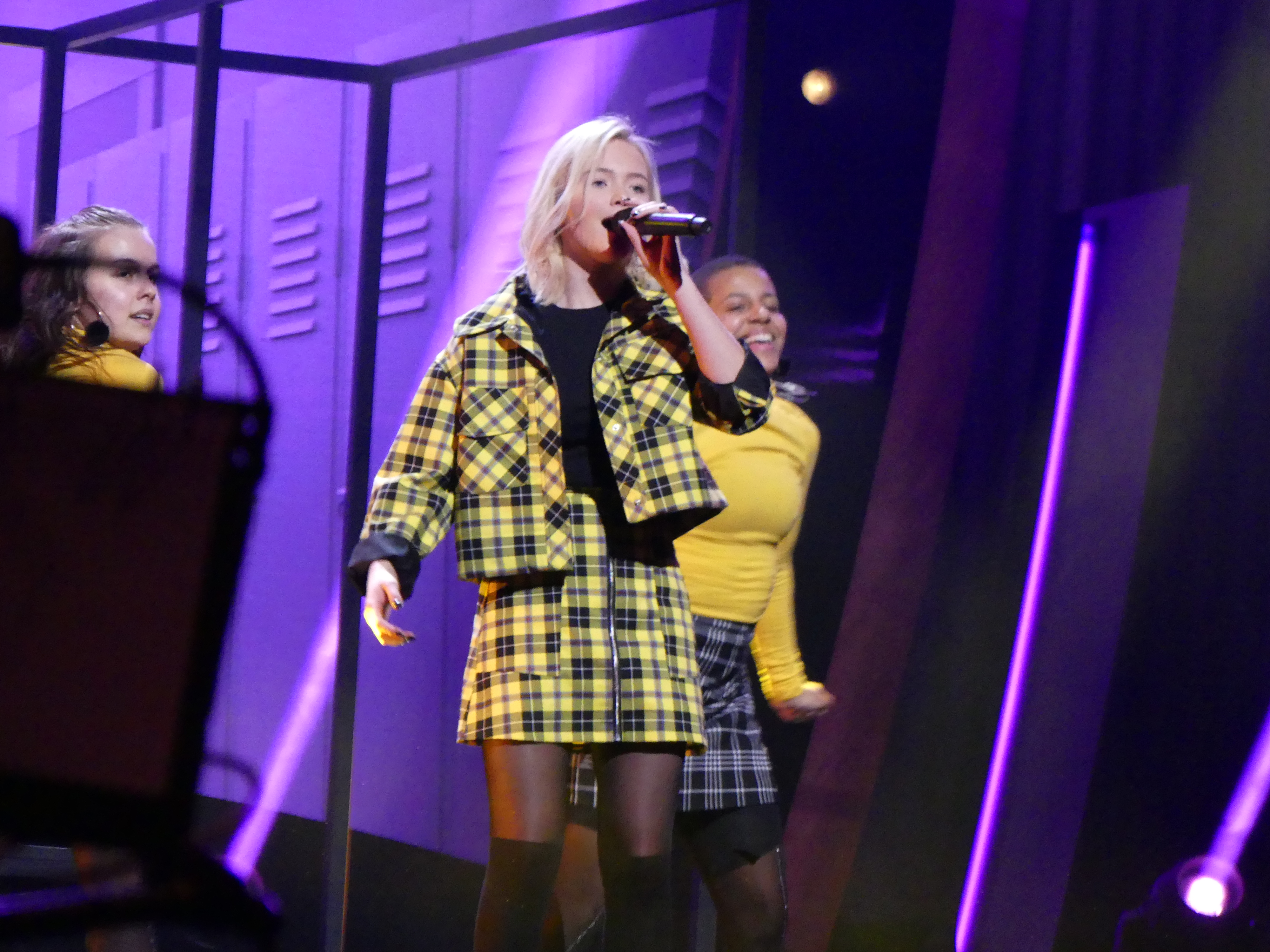
Malou Prytz
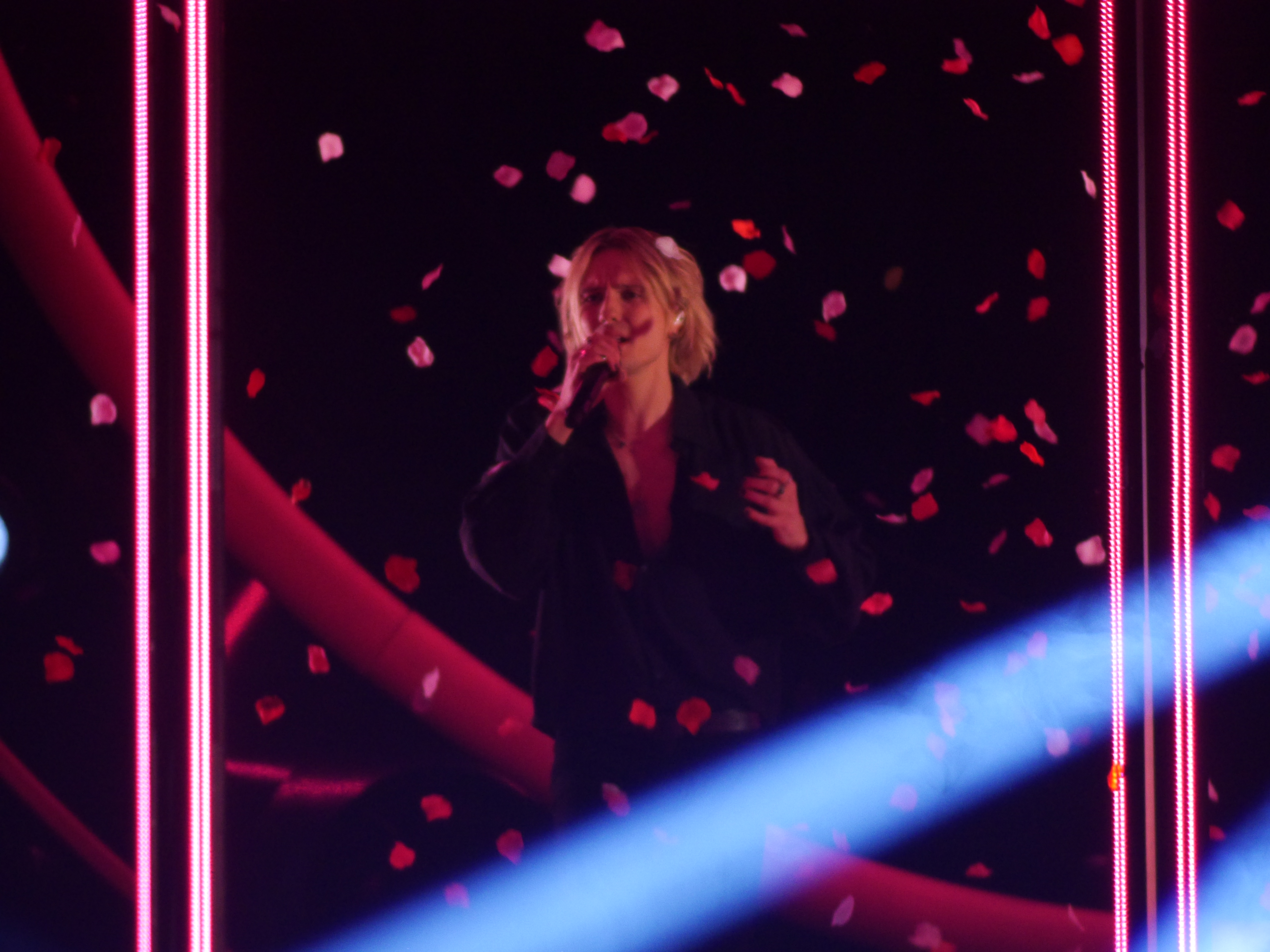
Oscar Enestad
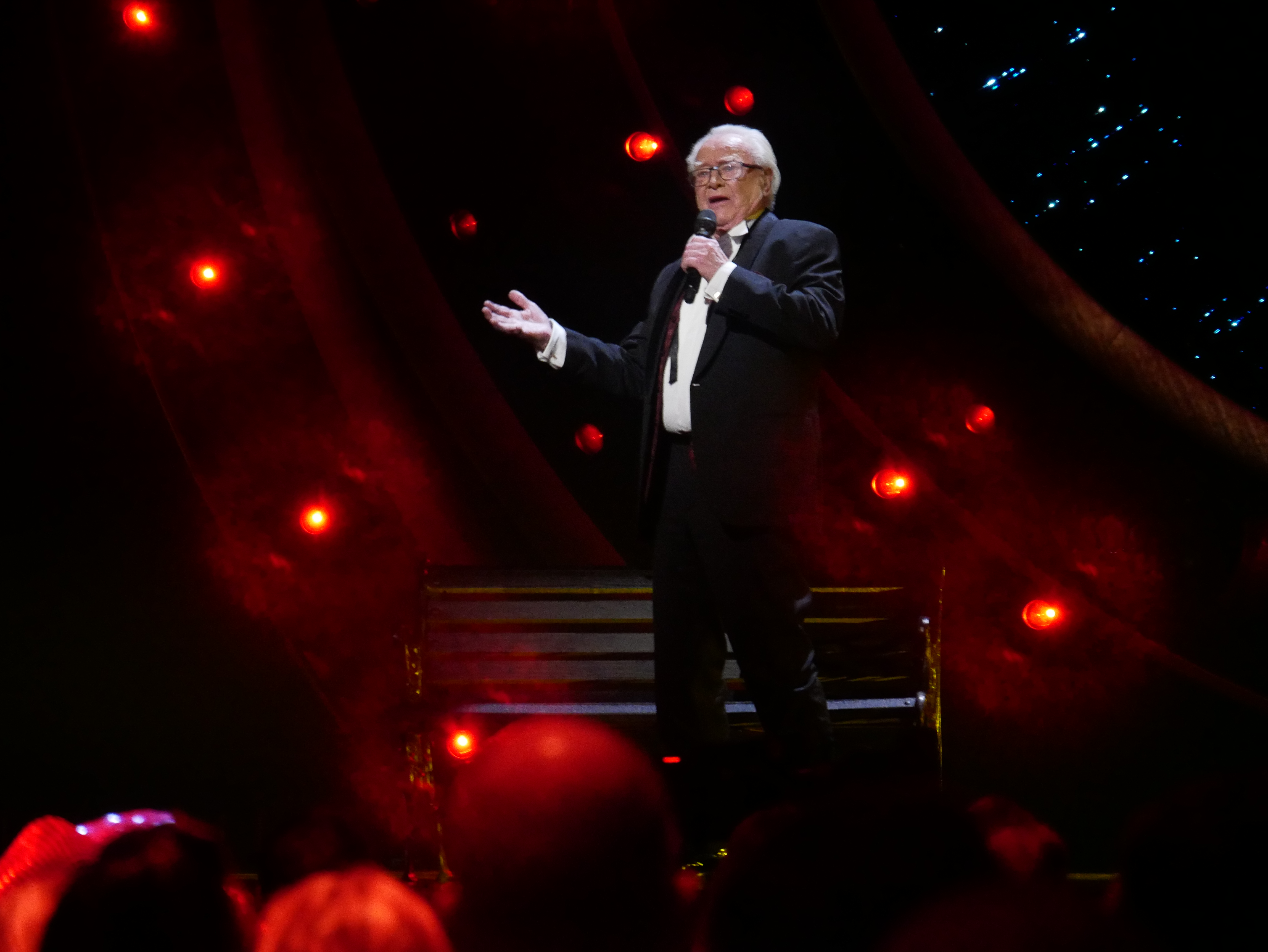
Jan Malmsjö
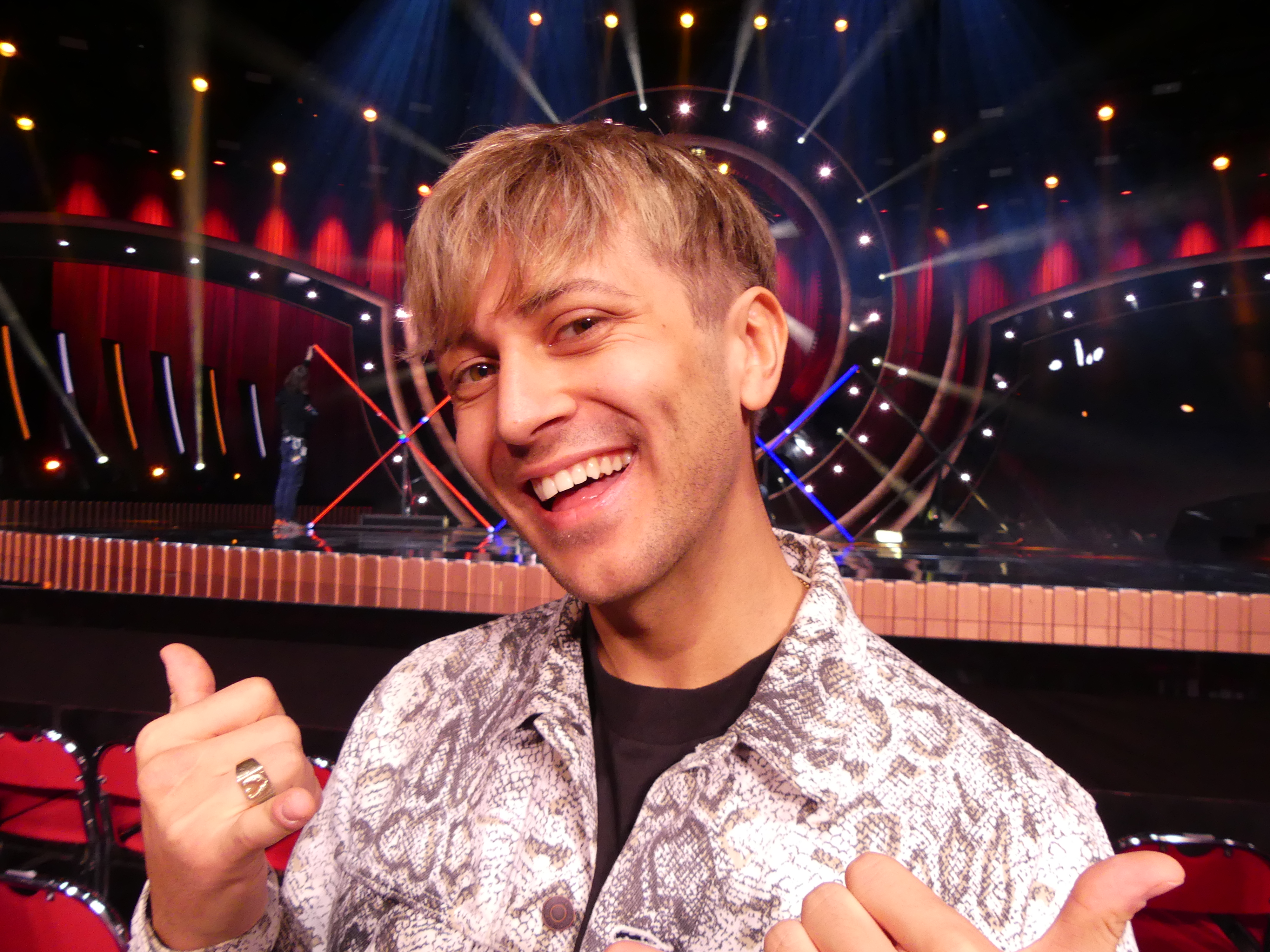
Vlad Reiser
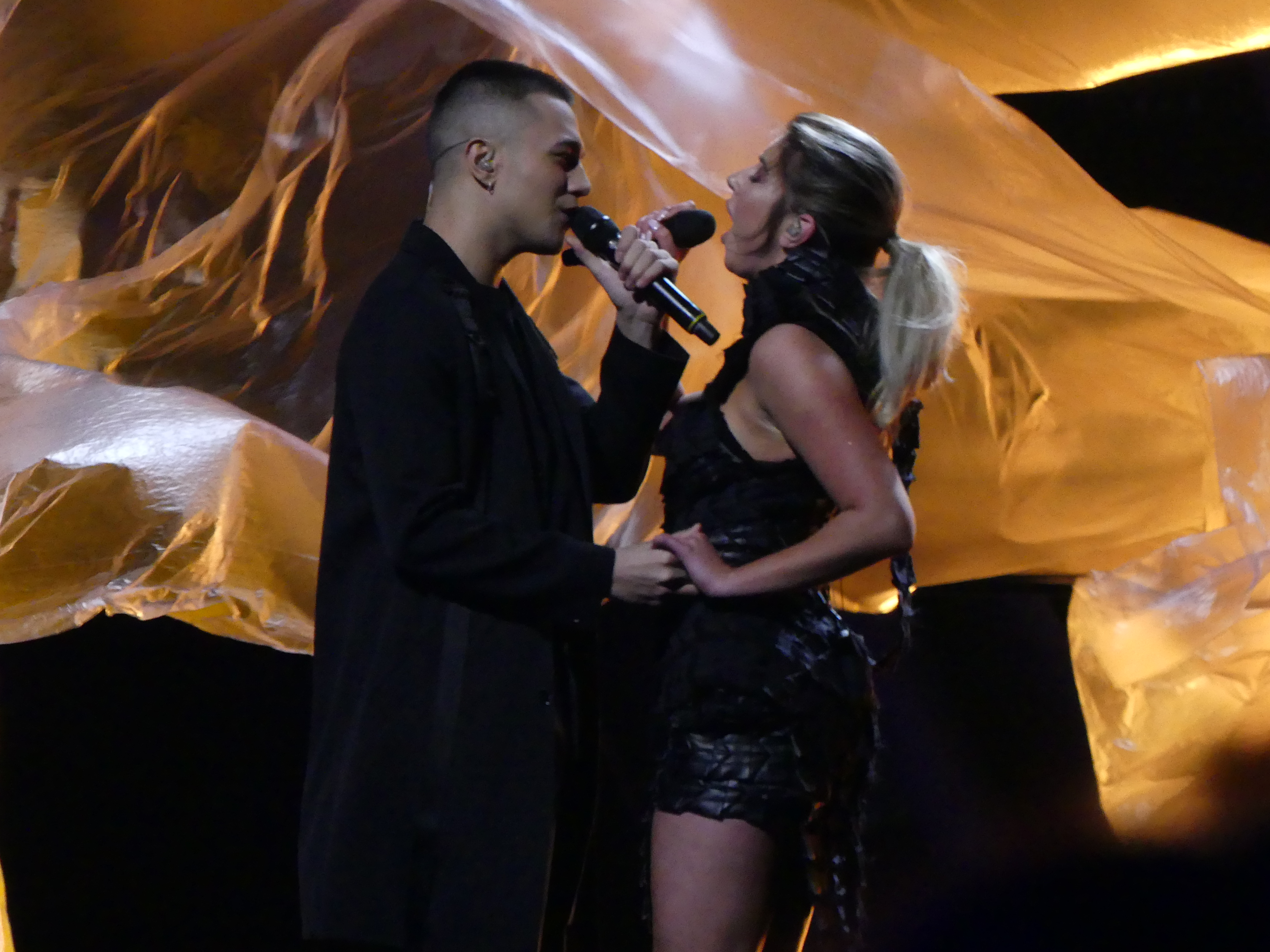
Hanna Ferm & Liamoo
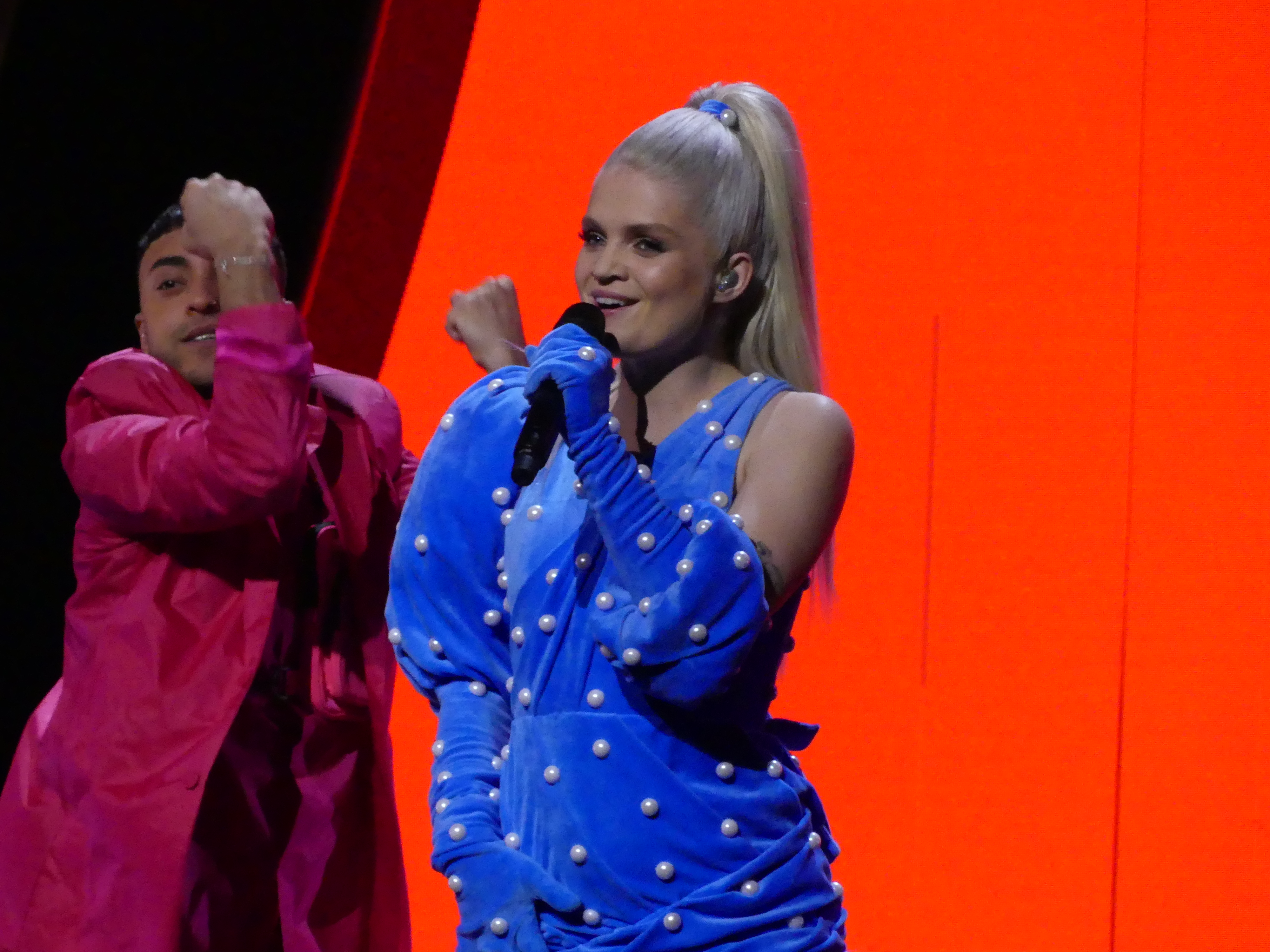
Margaret

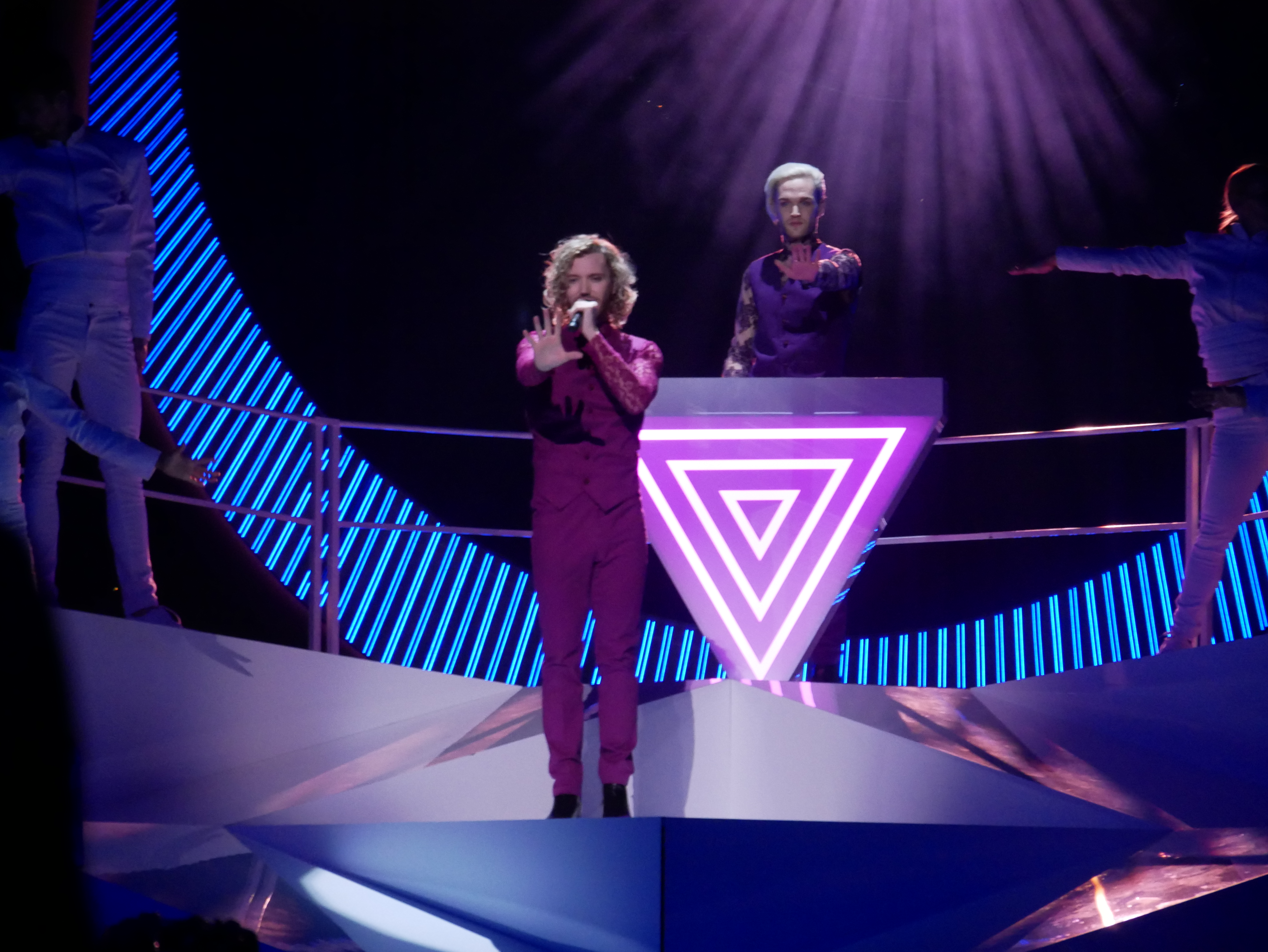
The Lovers of Valdaro
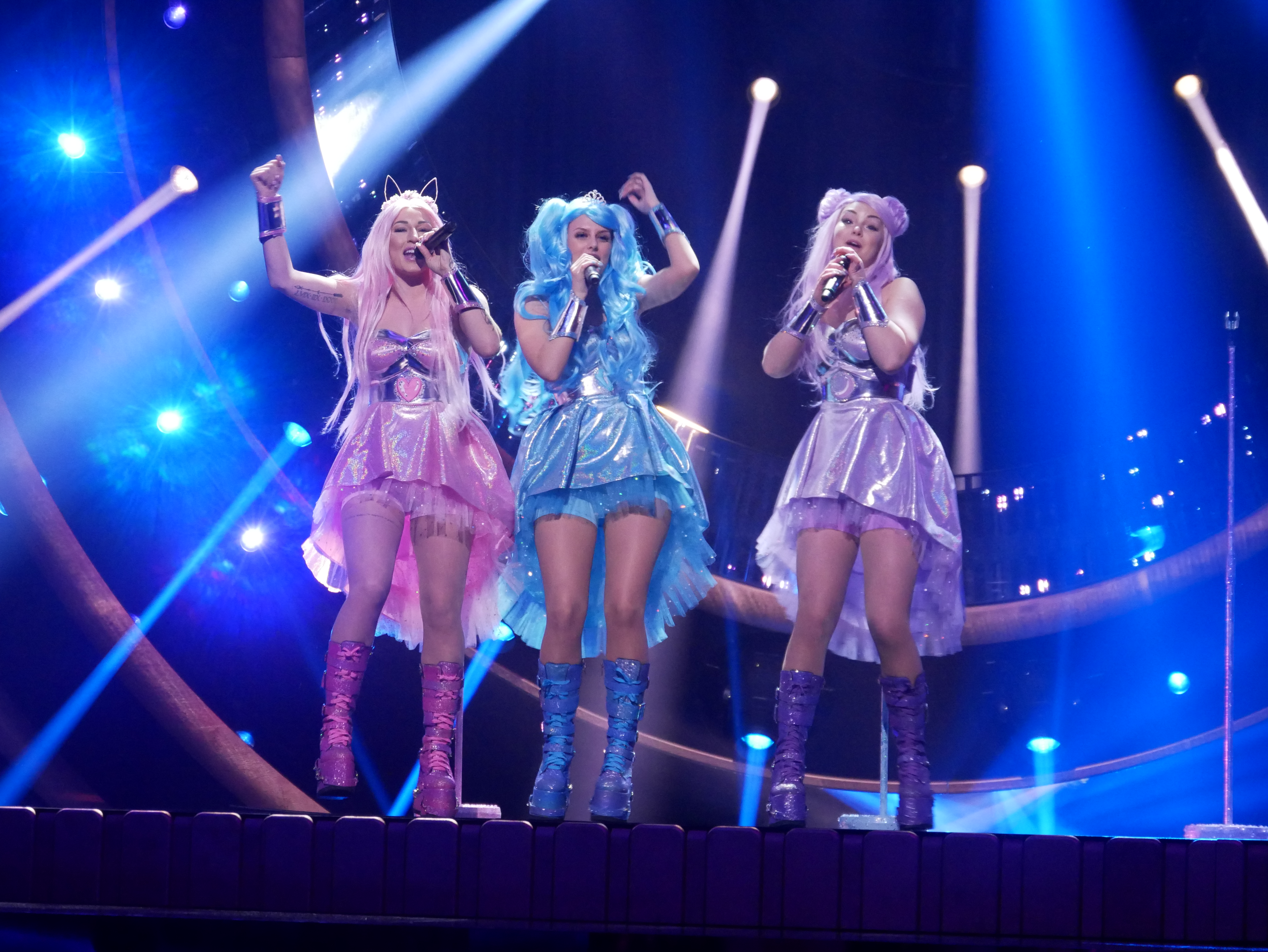
Dolly Style
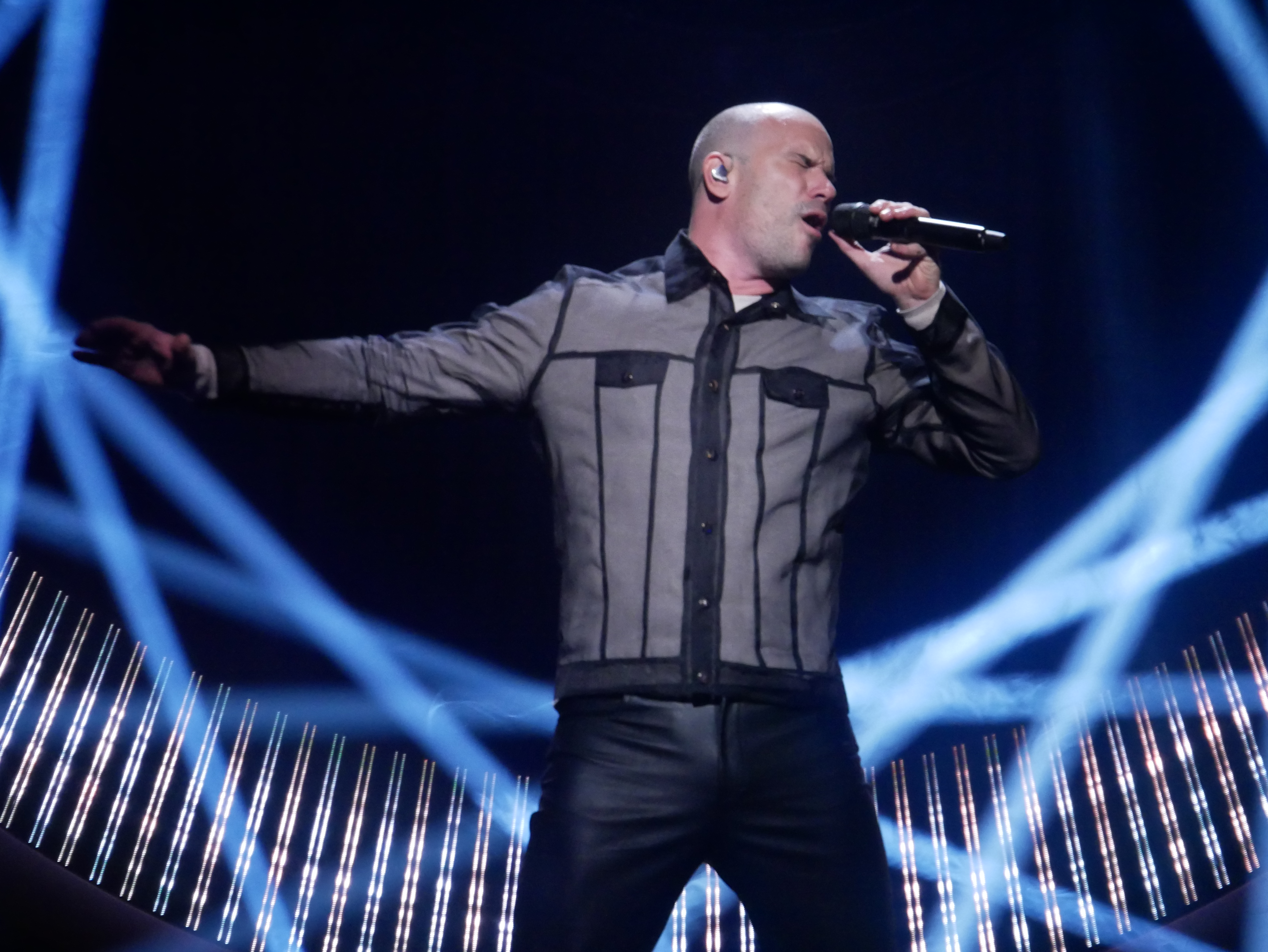
Martin Stenmarck
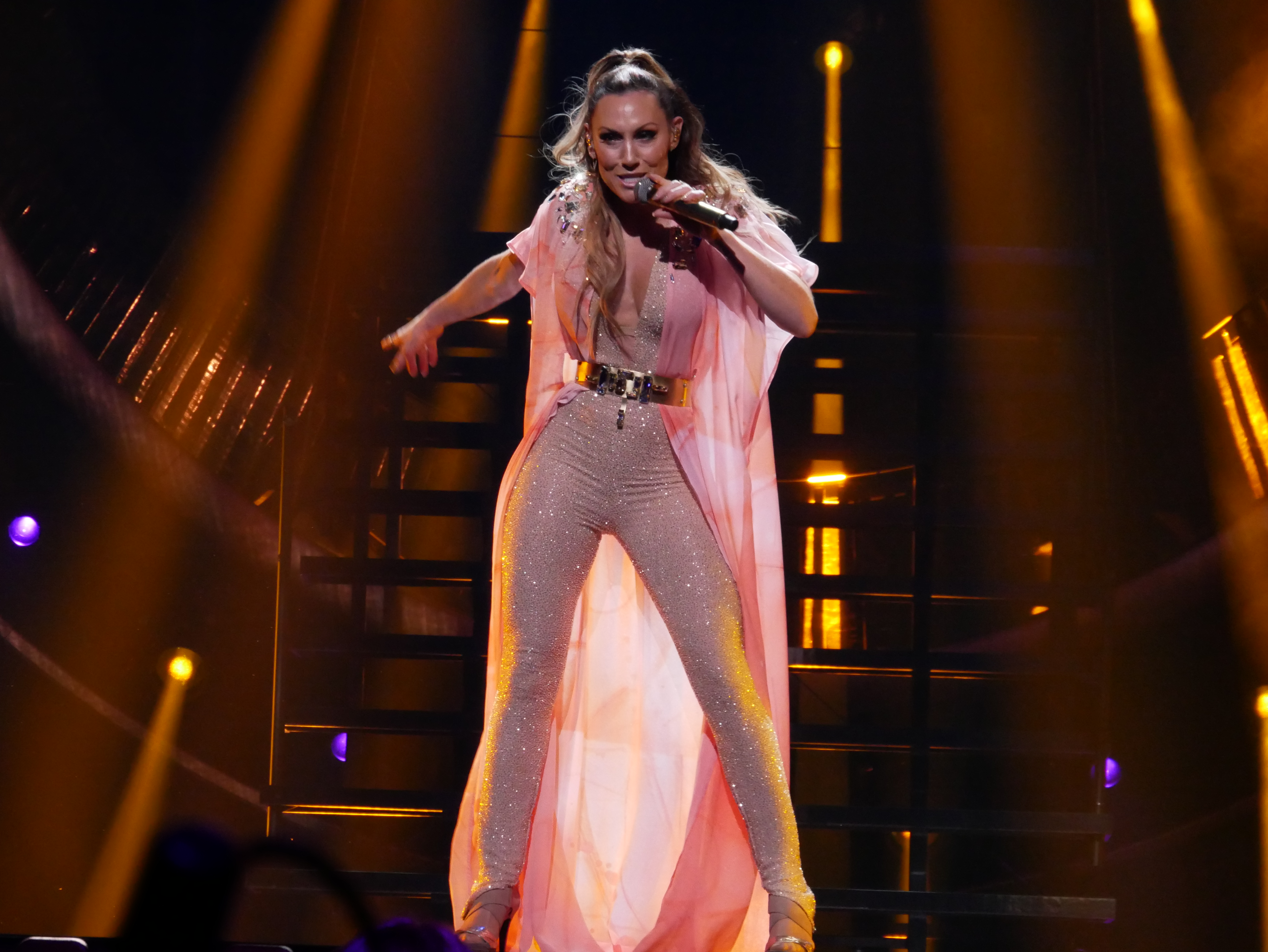
Lina Hedlund
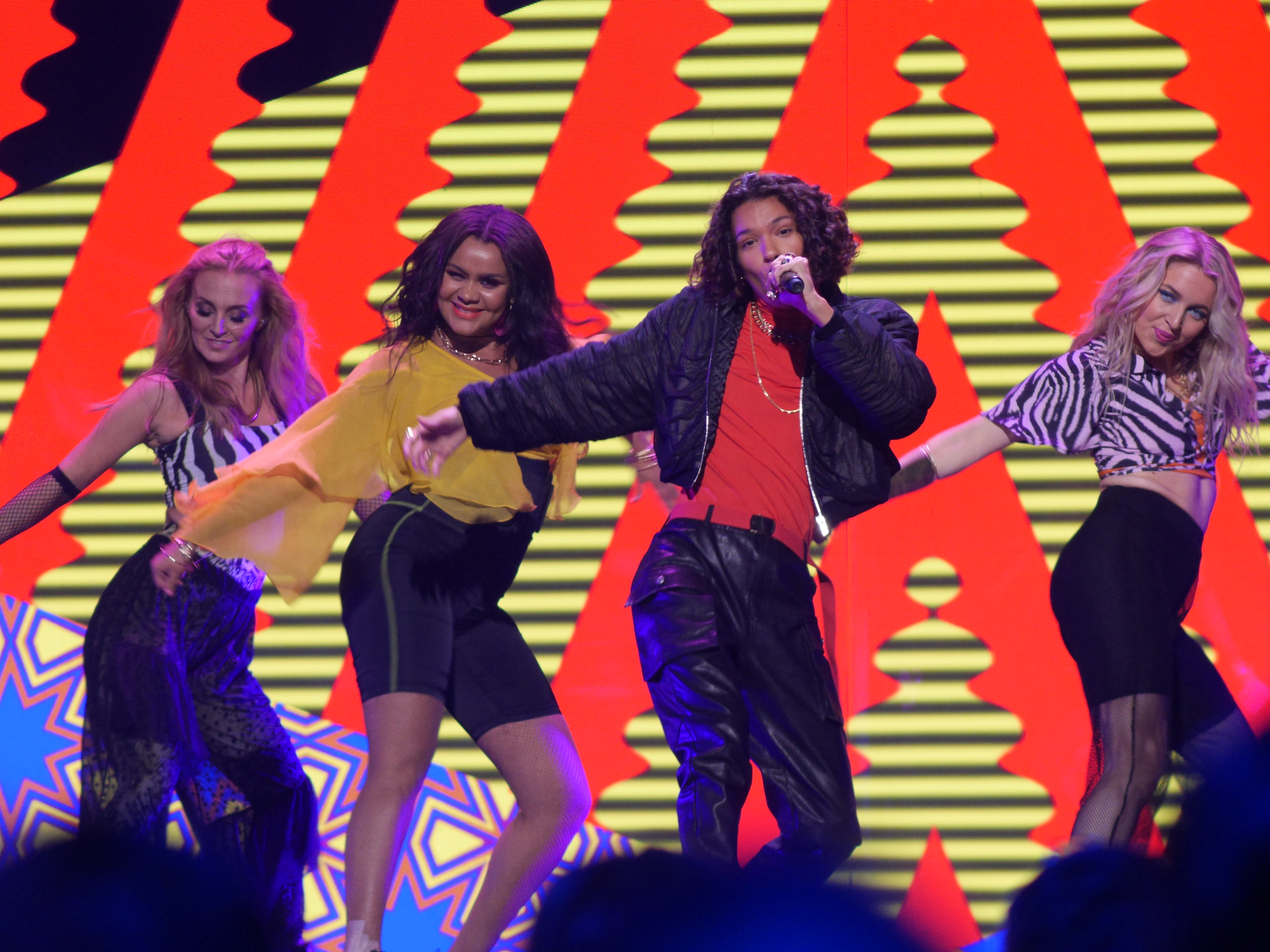
Omar Rundberg
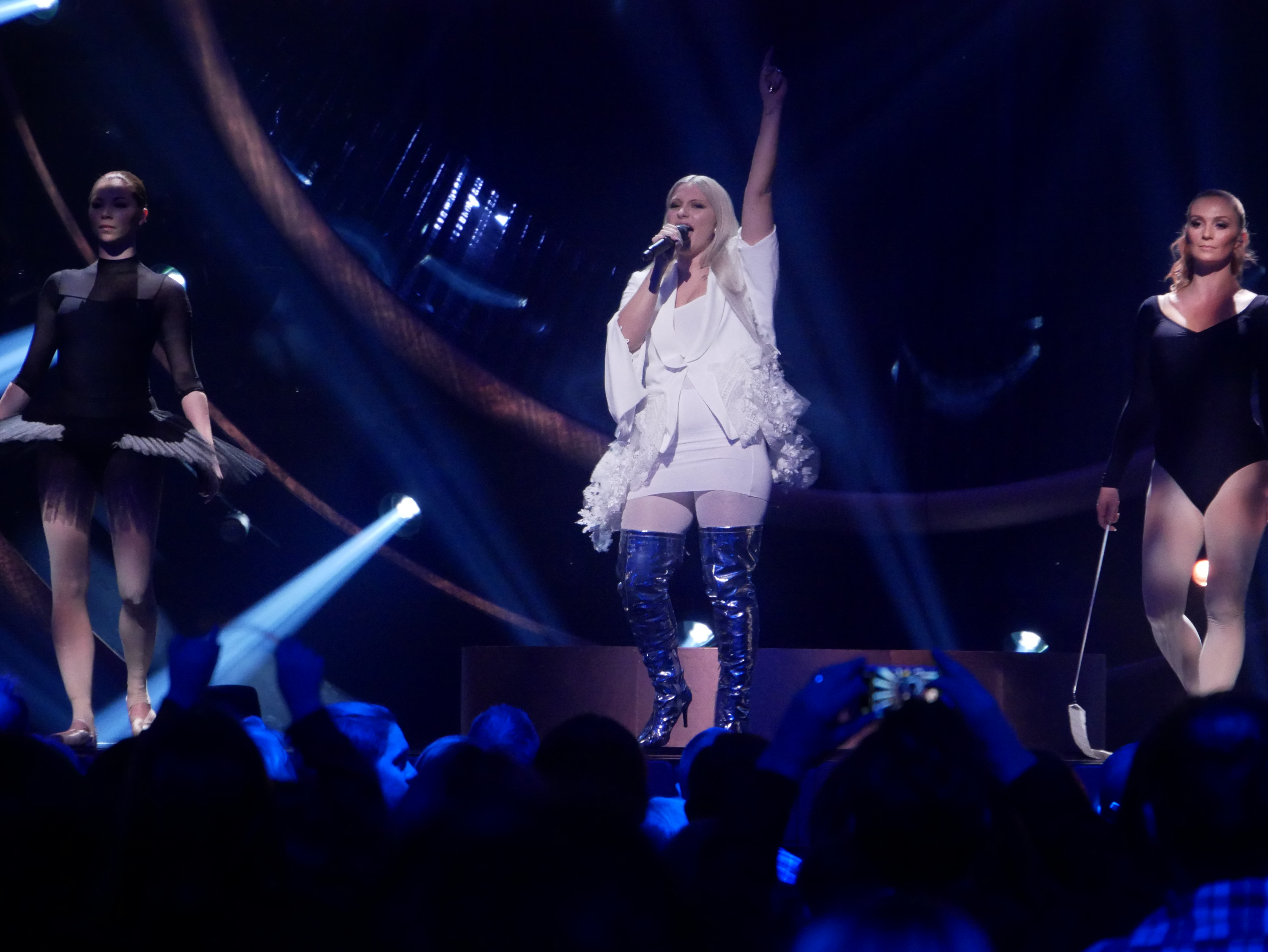
Rebecka Karlsson
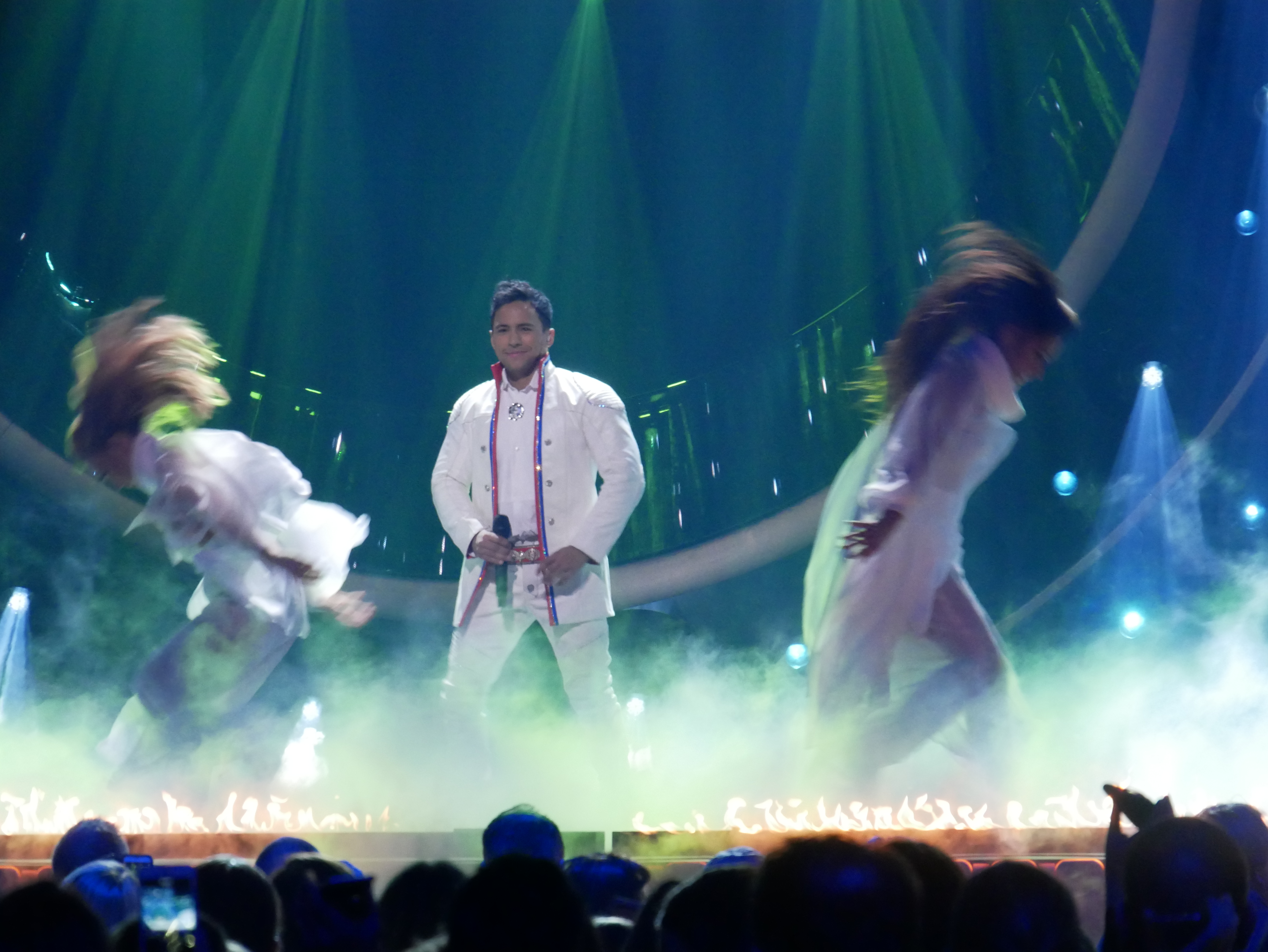
Jon Henrik Fjällgren

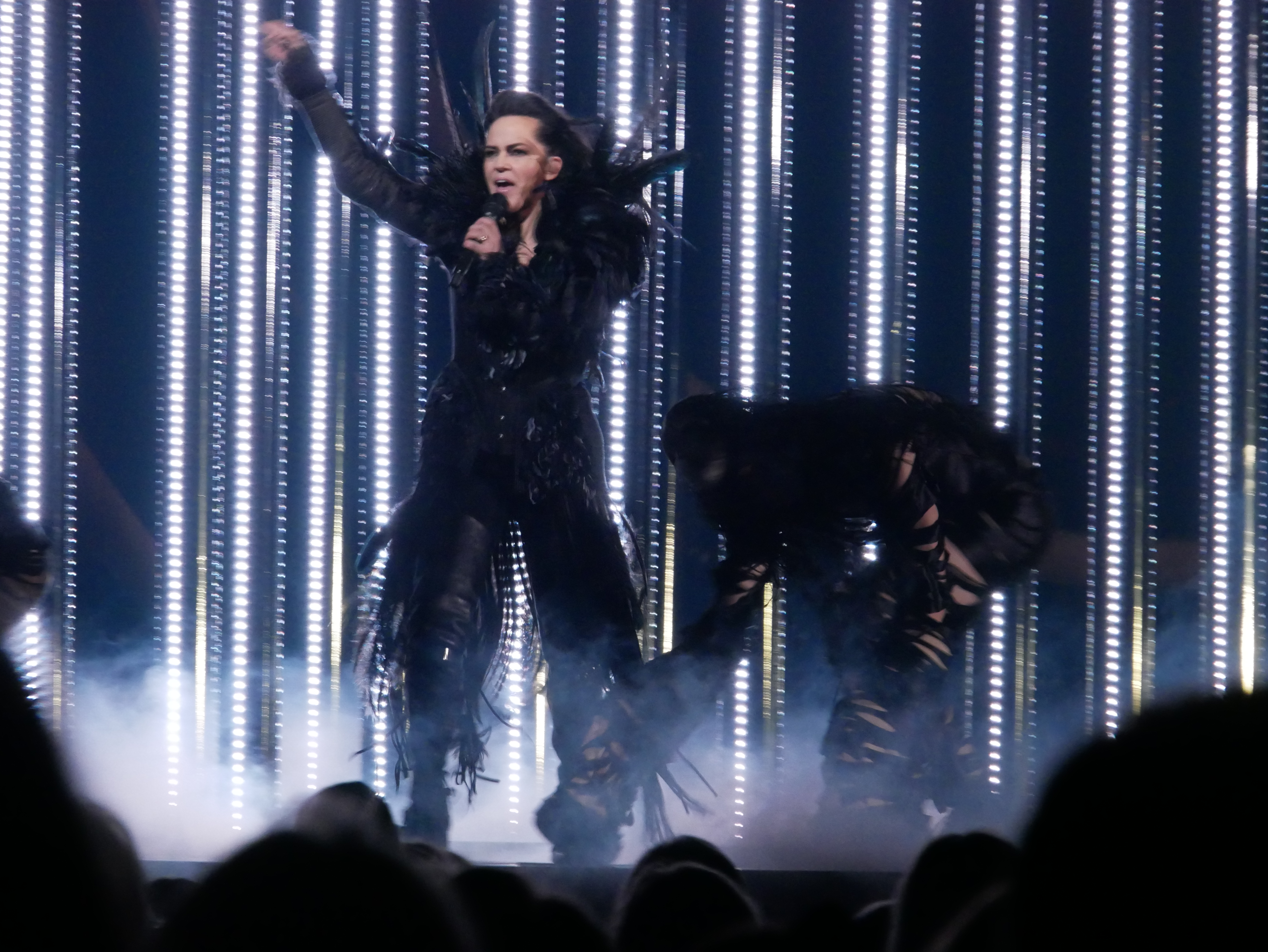
Pagan Fury
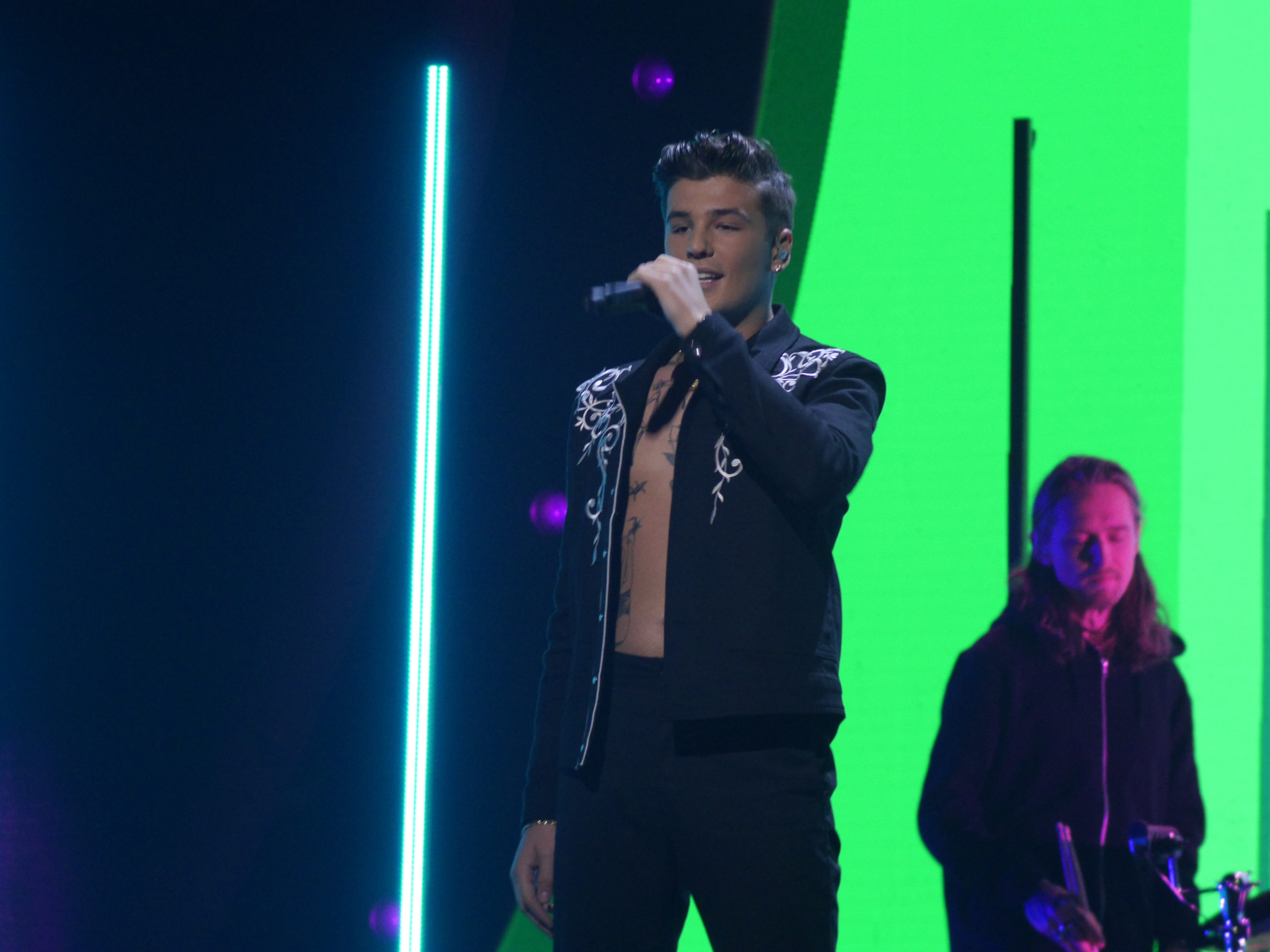
Anton Hagman
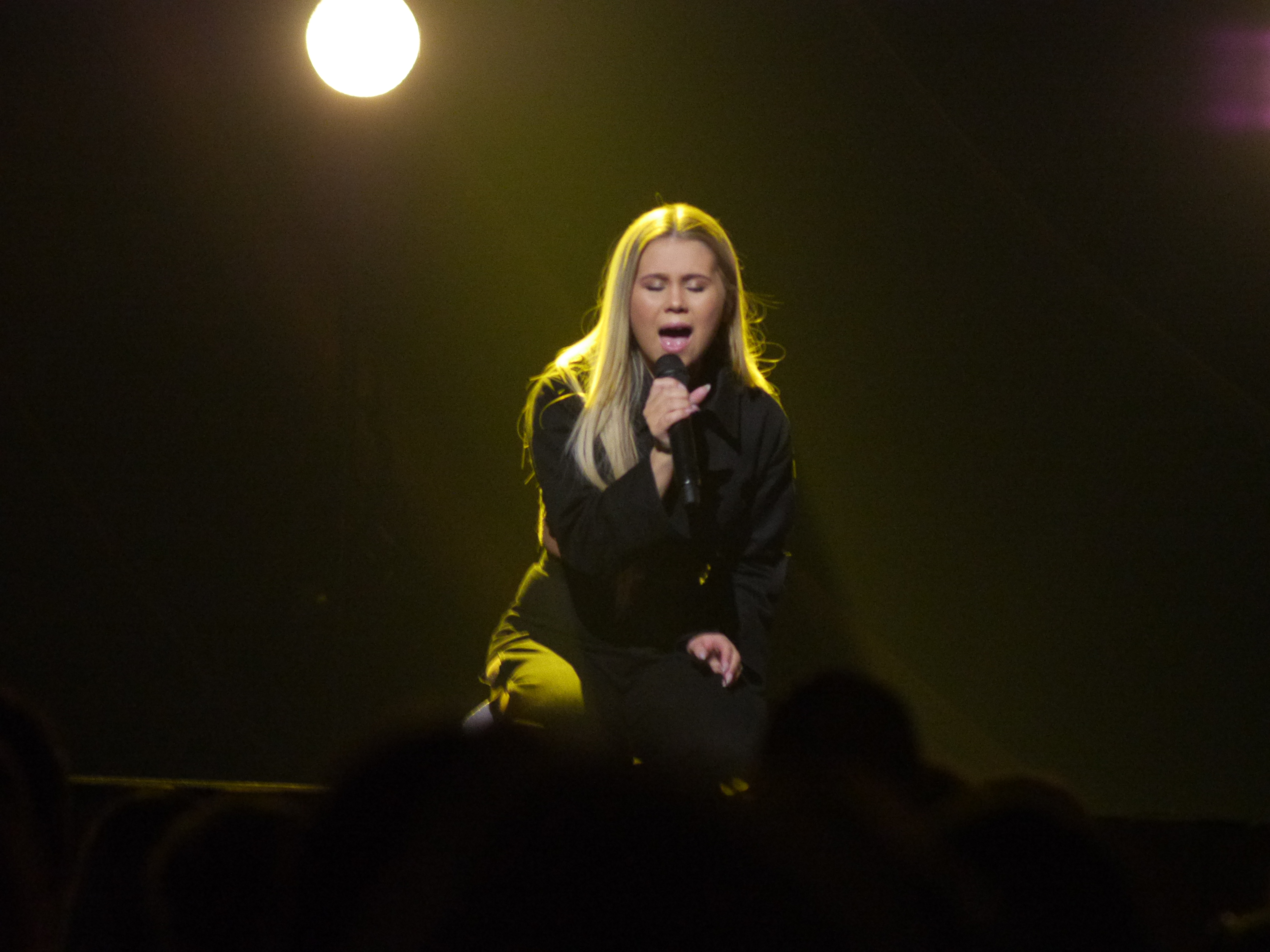
Lisa Ajax
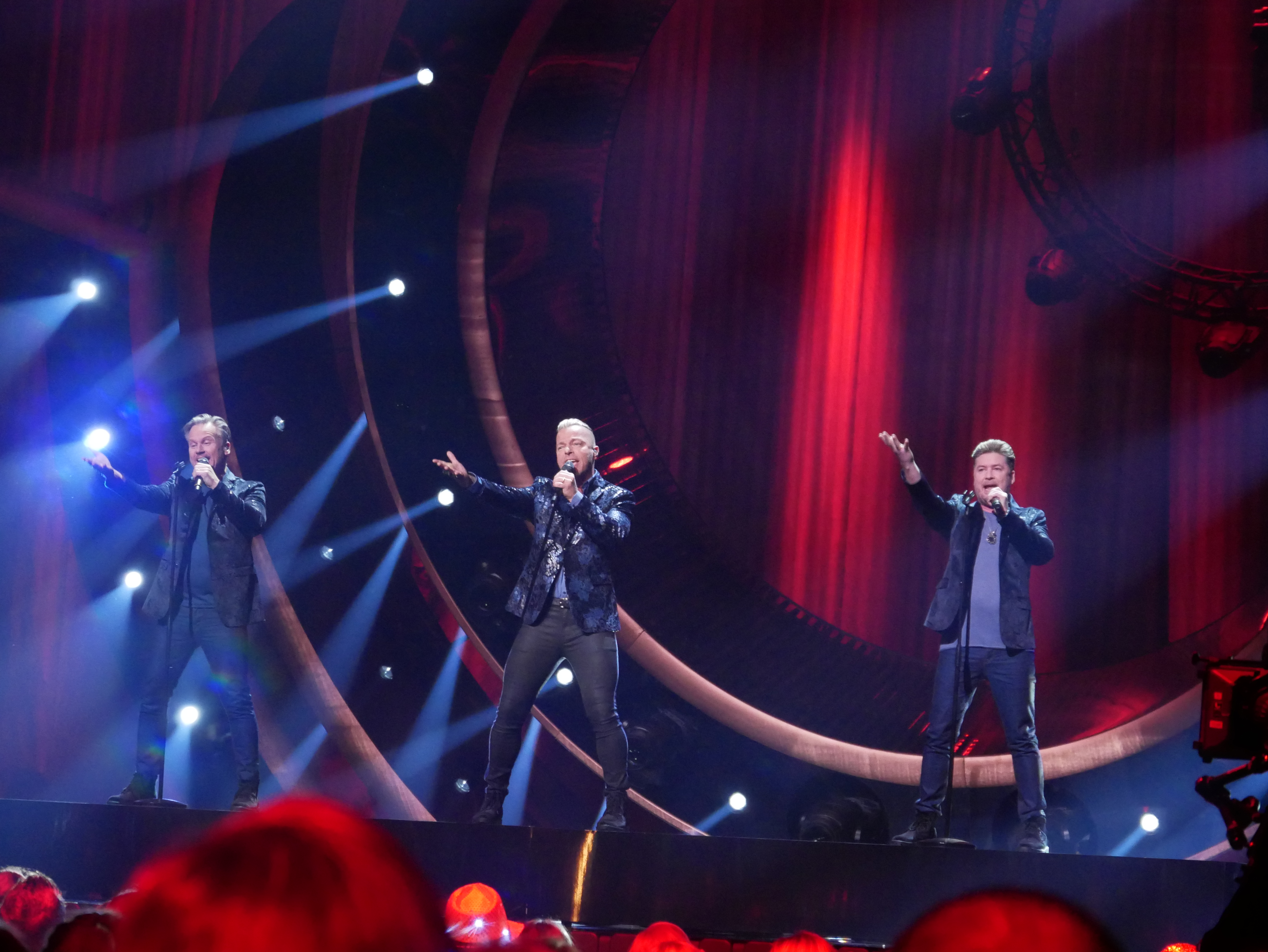
Arvingarna
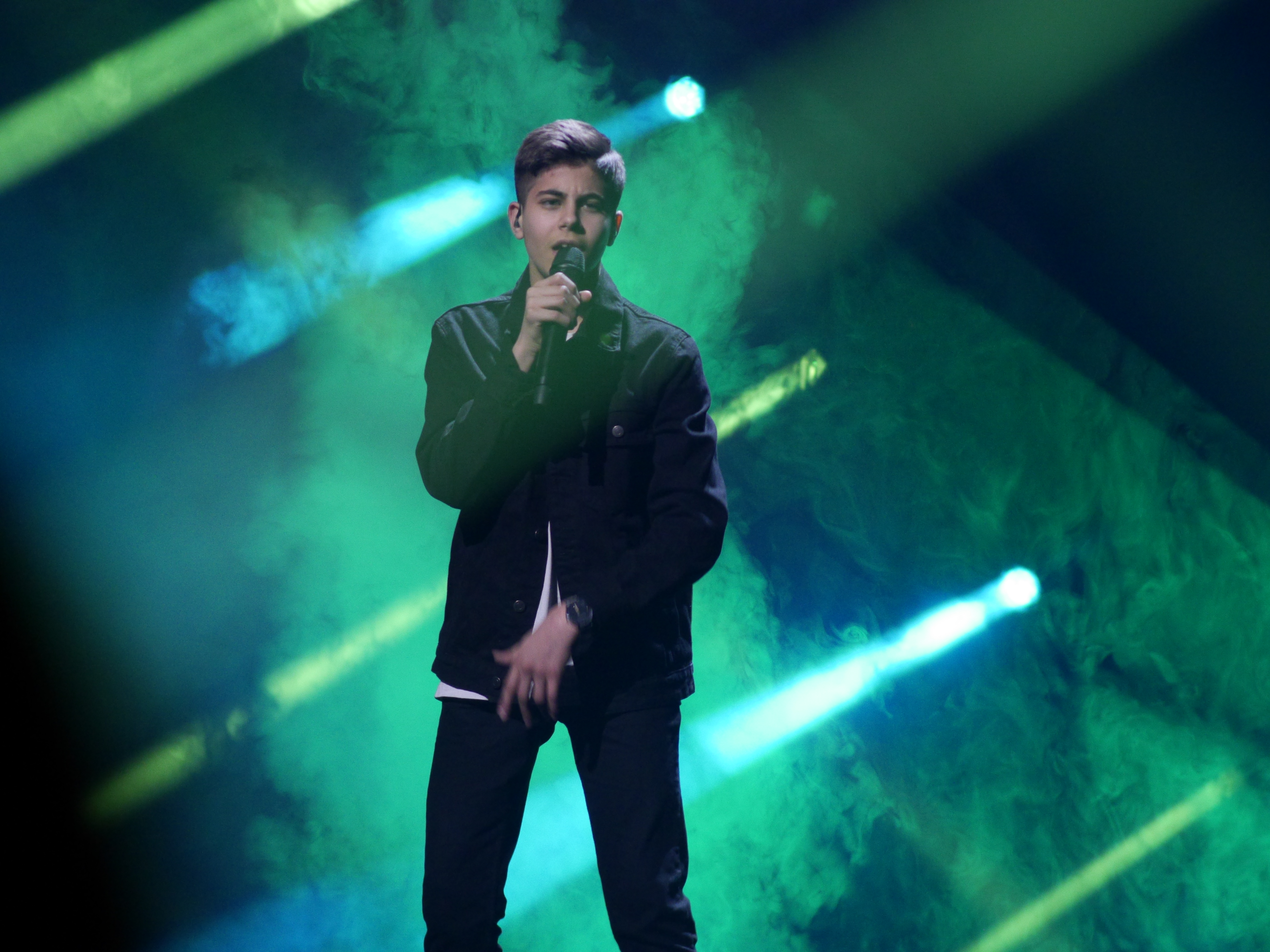
Bishara
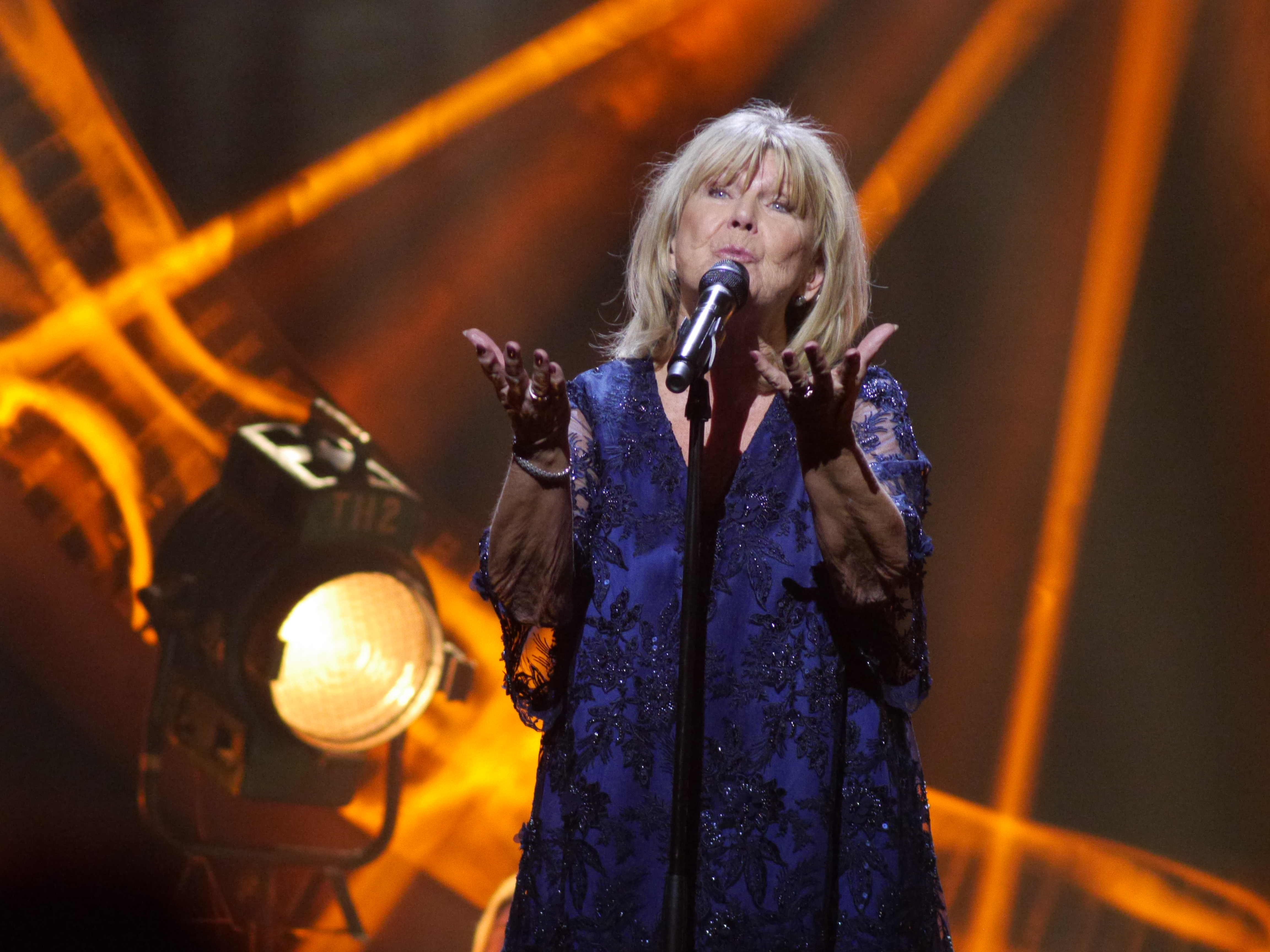
Ann-Louise Hansson
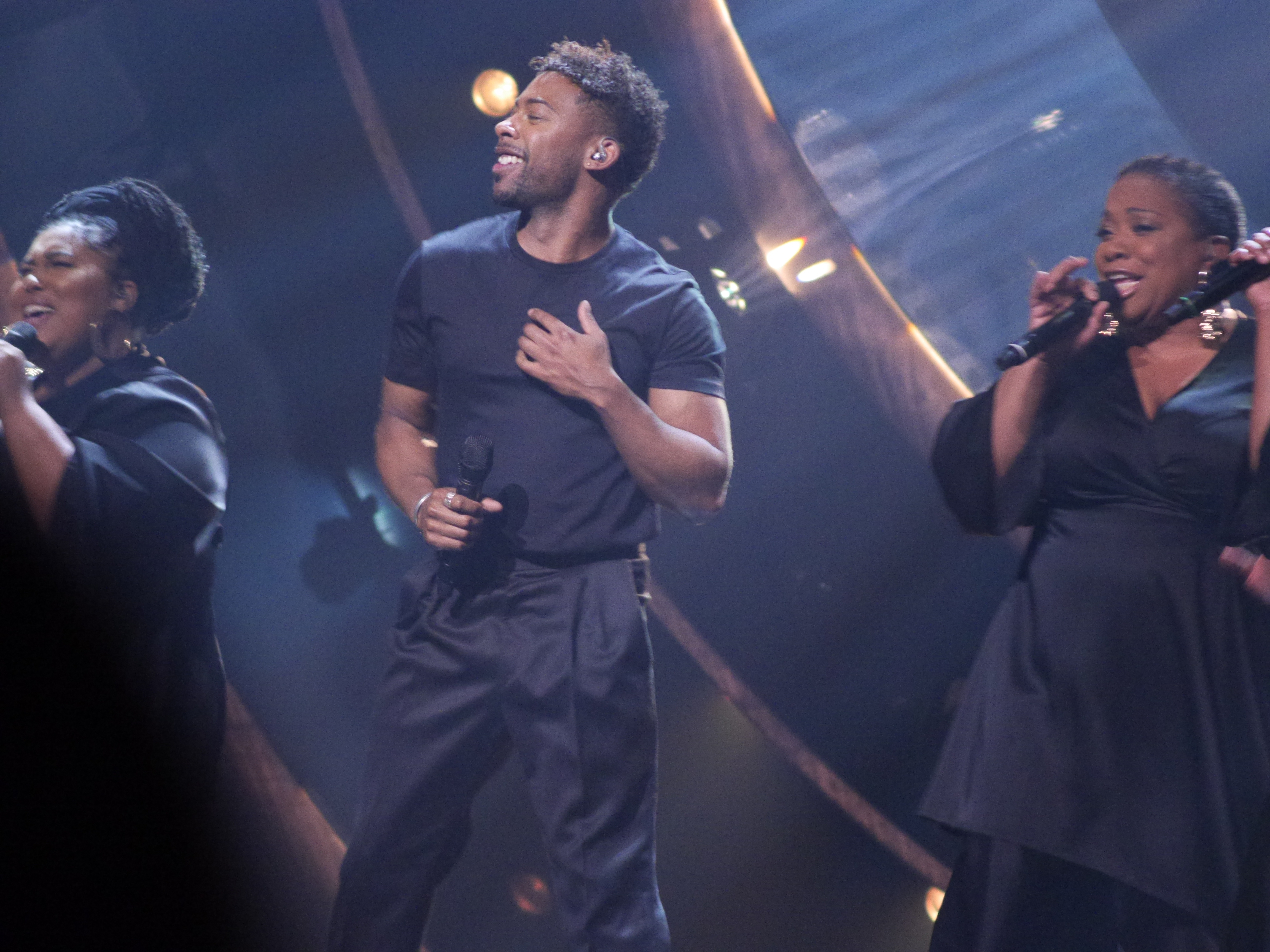
John Lundvik